# 岡本信彦
岡本 信彦（おかもと のぶひこ、1986年10月24日 - ）は、日本の男性声優、歌手。東京都出身。ラクーンドッグ代表取締役。

## 来歴

### 声優になるまで
岡本の親や周囲の人間によると、幼少期の性格は今と異なっており、3歳になるまでほとんど喋らなかった。そのため、あまり何を考えているか分からない子供だったという。小学生になると、人と話すことがあまり好きではないことを自覚し、その意識は中学生のころまで続いた。しかし、高校進学後は会話に楽しさを感じるようになった。
小中学生のころは将棋、水泳、バドミントンに打ち込んでいた。気に入ったことは集中してやり切るタイプだったため、人並み以上にはできるようになっていたという。
小さいころから『SLAM DUNK』、『DRAGON QUEST -ダイの大冒険-』、『幽☆遊☆白書』、『ドラゴンボールZ』などのアニメが好きだった。最初に好きになったのは『SLAM DUNK』で、特に流川楓が好きだった。憧れから、中学時代にはバスケットボール部に入ったが、才能がないと感じたためすぐにその道を諦めた。他の作品で好きだったキャラクターは『幽☆遊☆白書』の飛影と陣、『NARUTO -ナルト-』のイタチと鬼鮫、『HUNTER×HUNTER』のキルアと団長。昔から、主人公よりも敵キャラや飄々とした感じのキャラが好きだった。
声優という職業を意識したのは小学生のころ。アニメが好きだったことに加え、当時母親が朗読のボランティアで使用していたマイクが家にあったため。声優を志したのは中学生のころ。声優になれば、自分が諦めた流川楓のようなバスケットボールプレイヤー、『月下の棋士』の氷室将介のような将棋の棋士になり、その人生を擬似体験できると考えたことがきっかけ。
声優を目指せる専門学校や養成所に通うことを両親に相談したところ、父親からは「やりたいことをやればいい」と言われたが、母親からは厳しく「公務員じゃなきゃだめ」と言われた。親は公務員だったが、岡本自身は変化のない人生を生きたくないという考えから「公務員だけは絶対嫌だ」と思っていた。また、中学卒業後すぐに専門学校に行きたいと思っていたため、学校の教師にも猛反対された。しかし、母親は専門学校への進学には反対したものの、「高校に行きながら週1でレッスンを受ければいいじゃない」と養成所の情報を教えてくれたため、高校に行きながら養成所に通うことにした。当初はオーディションに慣れようと思い、高校に行きながら色々な養成所、専門学校のオーディションを受けていた。そうしてあたっていく中に、のちに所属することになるプロ・フィットの養成所があった。多くの音響監督が講師として務めていたため「これは実力がつきそうだ」と思い、ほかの養成所のオーディションは受けず、大学受験を控えたころにプロ・フィット声優養成所に入所（第3期生）。母親からは「大学までちゃんと卒業することが条件」「20歳までに声優になれなかったら、それ以上は諦めなさい」と言われてたという。養成所の学費は、セブンイレブン、警備員、マクドナルド、郵便局などでアルバイトをして払った。養成所在学中にプロ・フィットの預かりとして所属することになり、声優としての活動を始める。

### キャリア
BLCD『追憶のキスを君は奪う』にて声優デビュー。テレビアニメデビューは『N・H・Kにようこそ!』の男子生徒A役である。初レギュラーは、預かり期間が残り僅かとなった19歳くらいのころにオーディションで受かった『ゴーストハント』のジョン・ブラウン役である。
2007年、テレビアニメ「sola」の森宮依人役で初主演。
2009年第3回声優アワードにて新人男優賞を受賞。同年、大学を卒業。
2011年第5回声優アワードにて助演男優賞を受賞。
2012年5月23日、Kiramuneから1stミニアルバム『Palette』で個人名義での歌手活動を開始。

### 現在まで
2020年3月21日、公式ブログを更新し、声優の大亀あすかとかなり前から結婚していたこと、文春オンラインで報じられた不倫疑惑について認めている。
2021年10月24日、自身のTwitterアカウントを開設。
2021年11月4日、所属するプロ・フィットが2022年3月末を以てマネジメント事業を終了することに伴い、岡本が新会社を設立し、新人声優およびプロ・フィット声優養成所の生徒を受け入れることが発表された。岡本は同日ブログを更新し、「この場所を守るため、また未来ある役者を守るため」に独立を決意したと述べたうえで、声優業についても「変わらず全力で続けてまいります」としている。12月15日には岡本の新事務所構想と、岡本とは別に新事務所を設立するとしていた事務所スタッフ側の構想を一本化する形で「株式会社ラクーンドッグ」を設立し、代表取締役となる岡本を含めた34名が2022年4月1日付で同社所属となることが発表された。

## 人物・エピソード

### 特色
同性で仲良い人物と話す時はツンデレになったりするという。ツンデレの女性が好きで、控え目すぎる女性はお見合い状態になるため積極的な方が良いという。
恋愛に関しては「いい恋はしたい」と語っている。
オーディションでは「他の方とは違うアプローチでやろう」と思っており、ツンデレ、クールなキャラクターに関して、面白く演じたり、ナチュラル芝居にしたりと何パターンか考えながら挑んでいるという。性格の悪い役は演じていて楽しいという。
『ペルソナ 〜トリニティ・ソウル〜』での子安武人と沢城みゆきとの共演で、沢城から演技プランを持っていないと答えられない質問をされ、子安からは表現に関するアドバイスをされた。沢城からは感情的な部分、子安からは表現的な部分を勉強をさせてもらって芝居に対する考え方が変わる転機になった作品だといい、目標にしている声優に子安を挙げている。それからは芝居を理論的に考えるようになり、演じたつもりでも実際には音に出ていないことがあることを学んだという。
『とある魔術の禁書目録』シリーズの一方通行〈アクセラレータ〉について、それまでは天然系、努力型の人物を演じることが多かったため天才役はほぼ初挑戦だったといい、オーディションも「こうしたら気持ち悪くなるのではないか」と考えながら受けた。岡本自身は部活でも将棋でもコツコツ練習するタイプのため、天才の気持ちが解らず「人を殺して成り上がる悪役的存在」という認識から「なぜそこまで強くなったのか」という道のりを考えてアクセラレータ像を作ったという。沢城、子安から学んだことも参考にして、「どんな声、どんな音で演じれば悪役らしく聞こえるか」というところも岡本なりに考えて煮詰めていった。アクセラレータを演じなかったら好青年の役を演じ続けていたのかもしれないという。アクセラレータを演じてからヘッドボイス（息漏れしない裏声）が出るようになり、狂気を抱いたキャラクターが増えたが、岡本自身は「怒ることが全然ない」というほど明るい性格であり、「普段怒らないからこそ、人と怒り方が違う。だから常軌を逸したキャラを演じられるんじゃないか」と言われたことがあったという。ディレクターから「掠れ声こそアクセラレータ」と言われており、「喉を痛めつけているような音こそがアクセラレータの魅力かもしれない。普通のキャラクターだったらOKが出ない」と語る。当時は『ゴーストハント』のジョン・ブラウン役、『sola』の森宮依人のような優男と、アクセラレータのようなクレイジーなキャラ両方をやれたらいいと思っていたが、2019年時点ではほとんど優男の役がなく「やっぱりクレイジーなほうが求められてるんだな」と語る。『ダークナイト』のヒース・レジャー（ジョーカー役）や、『シャイニング』のジャック・ニコルソンなどクレイジーな役が元から好きだといい、ジョーカーを観て「狂気って予想だにしないところからくるものがいいんだろうな」と思っており、そういった芝居が好きでそういう役を求めている自分がいたのかなと語る。
『グッド・ドクター 名医の条件』のショーン・マーフィーを演じるにあたり、「子供のような純粋さを意識した」と語っている。『レオナルド 〜知られざる天才の肖像〜』でフレディ・ハイモアを担当した際には、「本人の声はかわいい感じなので迷ったが、ゴツい見た目に合わせて吹き替えは低い声にした」と振り返っており、その一方で「声を低くしすぎると悪人のように聞こえてしまいバランスが難しい」と苦労したことを振り返っている。

### 趣味・嗜好
中学時代はバドミントン部に所属していた。父親の影響で小学1年生頃から将棋が趣味で所有段位はアマチュア三段。小学校時代はプロ棋士になることが夢で、将棋会館道場に中学3年生まで通っていた。将棋連盟が開講している子供将棋スクールの卒業生で、プロ棋士の野月浩貴から指導を受けていた。当時は同じ志を持つ少年たちと切磋琢磨していたが、小学6年生の段階で周囲の少年たちと段位に差がつき始めていたため「これだと難しいな」と思いプロ棋士は断念し、声優への道を選んだ。ニコニコ超会議のイベントではプロ棋士の橋本崇載と対局し、飛車落ちの持ち時間ハンデありではあったものの勝利した。第二回将棋電王戦以降「天の声」やゲストとしてたびたび電王戦に出演している。ニコニコ超会議2015では糸谷哲郎竜王と飛車落ちで対局し敗れるが、聞き手を務めていた香川愛生女流王将とのエキシビション対局では角落ちではあったものの勝利した。
将棋以外のボードゲームにも造詣が深く、仲間内でテーブルトークRPG『ダブルクロス』を遊んだことが発行元の富士見書房を通じて同作品デザイナーの矢野俊策に伝わり、『ダブルクロス・リプレイ・デイズ』への参加につながった。
『ポケットモンスター』シリーズの大ファンで、努力値（ゲーム内の隠しパラメータ）などを知る「ポケモン廃人」であることでも知られ、雑誌『電撃Nintendo』2013年12月号ではシリーズプロデューサーである増田順一との対談が実現した。
スイーツや肉が好きで、ブログではたびたび菓子やステーキ、焼肉などの写真を掲載している。特にブラックサンダーは常に箱買いでストックしておくほどの大好物であり、かつては1日の朝と晩に10本ずつ食べるほどだったが、現在は事務所から正式に摂取制限を言い渡され、1日1本で我慢している。
自分で自分のことを中二病と言っており、かつては自身を風を操ることができる「風使い」だと思っていた。その過去が明らかになったことをきっかけに、『RADIO 4Gamer』のエンディングでは当時のエピソードを紹介するコーナーとして「風使い（ウィンドブレーカー）しこりん」が設けられていた。
また、Kiramuneレーベルのライブでは、ライブを「儀式」、自身を「風使い」、ファンを「妖精さん」と呼んでいる。
高校2年生のとき、好きなキャラクターを真似して左耳にピアスを開けた。30歳になるまであまりピアスを付けていなかったが、自身の声優デビュー10周年・30歳の記念番組『ノブチャンネル』最終回で「30になったからピアスを解禁する」と宣言し、以後着用している。よく付けている星型のものは2015年に木村良平、江口拓也から誕生日にプレゼントされたもので、大変気に入っており頻繁に使用している（宣材写真でも着用している）。また、ネックレスとピアスともにQ-pot.のチョコレート風のものを愛用している。
座右の銘は「好きこそものの上手なれ」。

### 交友・対人関係
同い年の声優に松岡禎丞や逢坂良太がいる。主人公を多く務める松岡に対し、理屈抜きで役を演技に落とし込める声優であると評している。また、自身の声が松岡に似ているとよく言われるといい声の似ている声優に挙げている。
一人っ子である。キリスト教徒。

## 出演
太字はメインキャラクター。

### テレビアニメ
2006年
- N・H・Kにようこそ!（男子生徒A、同僚）
- 銀河鉄道物語 〜永遠への分岐点〜（整備隊員）
- ゴーストハント（ジョン・ブラウン）
- ちょこッとSister（男3）
- まもって!ロリポップ（ゴメス）

2007年
- おおきく振りかぶって（桐青野球部員〈スタンド〉 他）
- 風のスティグマ（アーチャー）
- キスダム -ENGAGE planet-（加藤）
- CLANNAD-クラナド-（男子生徒）
- この青空に約束を― 〜ようこそつぐみ寮へ〜（辻崎ヒロ〈辻崎博志〉）
- スカイガールズ（黒澤洸晴）
- sola（森宮依人）
- 地球へ…（セルジュ・スタージョン）
- のだめカンタービレ（金井）
- 爆丸バトルブローラーズ（タツヤ、コースケ）
- ぽてまよ（夏哉純）
- Myself ; Yourself（陽太〈十年後〉）

2008年
- 狂乱家族日記（タカシ）
- キミキス pure rouge（狼男）
- 紅 kurenai（九鳳院竜士）
- しゅごキャラ!（ムサシ） - 2シリーズ
- セキレイ（鷸ハルカ）
- 逮捕しちゃうぞ フルスロットル（須藤）
- とある魔術の禁書目録（2008年 - 2019年、一方通行〈アクセラレータ〉） - 3シリーズ
- とらドラ!（富家幸太、男子生徒C、男子A、陸上部員A、通行人B）
- 隠の王（目黒俄雨）
- のらみみ（カパユキ） - 2シリーズ
- ペルソナ 〜トリニティ・ソウル〜（神郷慎）
- 北斗の拳 ラオウ外伝 天の覇王（幼いトキ）

2009年
- アキカン!（甘字五郎）
- 明日のよいち!（烏丸与一）
- アラド戦記〜スラップアップパーティー〜（ロジェ）
- かなめも（男子）
- グイン・サーガ（オロ）
- 鋼殻のレギオス（レイフォン・アルセイフ）
- 極上!!めちゃモテ委員長（2009年 - 2010年、男子生徒、不良）
- GA 芸術科アートデザインクラス（若海）
- ジュエルペット（日向蔵之輔）
- スレイヤーズEVOLUTION-R（アベル＝ランザード）
- 聖剣の刀鍛冶（ルーク・エインズワース）
- バスカッシュ!（バル、サミコ、ソース）
- 初恋限定。（寺井春人）
- バトルスピリッツ 少年激覇ダン（硯秀斗〈第1話のみ〉）
- メタルファイト ベイブレード（2009年 - 2013年、早乙女輝、黒銀ゼロ） - 3シリーズ
- 夢色パティシエール（2009年 - 2010年、樫野真、カッシー） - 2シリーズ
- よくわかる現代魔法（客B）

2010年
- 裏切りは僕の名前を知っている（遠間克己）
- おおかみかくし（摘花一誠）
- オオカミさんと七人の仲間たち（ヘンゼル）
- おとめ妖怪 ざくろ（豆蔵）
- 会長はメイド様!（碓氷拓海）
- 学園黙示録 HIGHSCHOOL OF THE DEAD（卓造）
- 屍鬼（武藤徹）
- 祝福のカンパネラ（レスター・メイクラフト）
- 閃光のナイトレイド（市ノ瀬）
- デュラララ!!（滝口亮）
- 伝説の勇者の伝説（リーレ・リンクル）
- ぬらりひょんの孫（犬神）
- バカとテストと召喚獣（2010年 - 2011年、平賀源二） - 2シリーズ
- バクマン。（2010年 - 2013年、新妻エイジ） - 3シリーズ
- BLEACH（鳴之助）
- 迷い猫オーバーラン!（都築巧、ブレイブカイザー / グランブレイバー / グレートグランブレイバー、機械皇帝）

2011年
- 青の祓魔師（2011年 - 2025年、奥村燐） - 5シリーズ
- いつか天魔の黒ウサギ（セルジュ・エントリオ）
- 神様ドォルズ（枸雅匡平）
- 君と僕。（2011年 - 2012年、松岡冬樹） - 2シリーズ
- ギルティクラウン（2011年 - 2012年、城戸研二）
- 元気!!江古田ちゃん（マーくん）
- セイクリッドセブン（輝島ナイト）
- 世界一初恋（木佐翔太） - 2シリーズ
- TIGER & BUNNY（折紙サイクロン / イワン・カレリン）
- フリージング（アーサー＝クリンプトン）
- プリティーリズム・オーロラドリーム（ワタル）
- べるぜバブ（三木久也）
- ベン・トー（山原知昭）
- まりあ†ほりっく あらいぶ（汐王寺竜胆）
- 夢喰いメリー（藤原夢路）
- ラストエグザイル-銀翼のファム-（2011年 - 2012年、ヨハン、ヴィマル）

2012年
- 蒼い世界の中心で（イサール＝ギア）
- あっちこっち（音無伊御）
- イナズマイレブンGO クロノ・ストーン（2012年 - 2013年、SARU）
- 神様はじめました（2012年 - 2015年、瑞希） - 2シリーズ
- CODE:BREAKER（大神零）
- 坂道のアポロン（松岡星児）
- 男子高校生の日常（ミツオ君）
- はぐれ勇者の鬼畜美学（鳳沢暁月）
- プリティーリズム・ディアマイフューチャー（ワタル）

2013年
- アラタカンガタリ〜革神語〜（日ノ原革）
- 宇宙戦艦ヤマト2199（徳川太助、オルタ）
- カーニヴァル（糺）
- キューティクル探偵因幡（剣持和臣）
- 世界でいちばん強くなりたい!（会長）
- ダイヤのA（2013年 - 2020年、小湊亮介、平川貴弘） - 3シリーズ
- DEVIL SURVIVOR2 the ANIMATION（ダイチ〈志島大地〉）
- とある科学の超電磁砲 シリーズ（2013年 - 2020年、一方通行〈アクセラレータ〉） - 2シリーズ
- 八犬伝―東方八犬異聞―（村雨） - 2シリーズ
- フォトカノ（東孝）
- BROTHERS CONFLICT（朝日奈光）
- 機巧少女は傷つかない（ロキ）
- 夜桜四重奏 〜ハナノウタ〜（六角）
- ログ・ホライズン（2013年 - 2021年、カラシン） - 3シリーズ

2014年
- 暁のヨナ（2014年 - 2015年、シンア〈青龍〉、ヘンデ）
- 異能バトルは日常系のなかで（安藤寿来）
- キャプテン・アース（伴コウイチ）
- キルラキル（凪田信二郎）
- 黒執事 Book of Circus（ダガー）
- 月刊少女野崎くん（御子柴実琴）
- ハイキュー!!（2014年 - 2020年、西谷夕） - 5シリーズ / 2015年に総集編『終わりと始まり』『勝者と敗者』、2017年に総集編『才能とセンス』『コンセプトの戦い』を劇場上映
- ハマトラ（セオ） - 2シリーズ
- 魔法戦争（七瀬月光）
- ワールドトリガー（2014年 - 2022年、嵐山准） - 3シリーズ

2015年
- 赤髪の白雪姫（2015年 - 2016年、オビ） - 2シリーズ
- 暗殺教室（2015年 - 2016年、赤羽業） - 2シリーズ
- 終わりのセラフ（早乙女与一） - 2シリーズ
- キュートランスフォーマー さらなる人気者への道（サウンドウェーブ、ナレーション）
- クレヨンしんちゃん（毛弦〈16歳〉）
- 食戟のソーマ（2015年 - 2020年、黒木場リョウ） - 6シリーズ
- スタミュ（2015年 - 2019年、辰己琉唯） - 3シリーズ
- 蒼穹のファフナー EXODUS（ジョナサン・ミツヒロ・バートランド） - 2シリーズ
- ダンジョンに出会いを求めるのは間違っているだろうか（2015年 - 2025年、ベート・ローガ） - 4シリーズ
- 電波教師（柿谷）
- ぱんきす!2次元（ヒス）

2016年
- ALL OUT!!（2016年 - 2017年、御幸篤）
- 3月のライオン（2016年 - 2018年、二海堂晴信） - 2シリーズ
- スカーレッドライダーゼクス（リッケンバッカー）
- チア男子!!（橋本一馬）
- ねじ巻き精霊戦記 天鏡のアルデラミン（イクタ・ソローク）
- 初恋モンスター（篠原耕太）
- バディゴ!（ハヤテ）
- ハルチカ〜ハルタとチカは青春する〜（檜山界雄）
- プリンス・オブ・ストライド オルタナティブ（藤原尊）
- 僕のヒーローアカデミア（2016年 - 2024年、爆豪勝己） - 7シリーズ
- ももくり（桃月心也）

2017年
- 鬼平（木村忠吾）
- モンスターハンター ストーリーズ RIDE ON（2017年 - 2018年、デブリ）
- 龍の歯医者（ベルナール・オクタビアス）
- ソード・オラトリア ダンジョンに出会いを求めるのは間違っているだろうか外伝（ベート・ローガ）
- ポケットモンスター サン&ムーン（2017年 - 2019年、グラジオ）
- バチカン奇跡調査官（平賀・ヨゼフ・庚）
- Re:CREATORS（白亜翔）
- ボールルームへようこそ（兵藤清春）
- 活撃 刀剣乱舞（膝丸）
- 魔法陣グルグル（レイド）
- 将国のアルタイル（イスマイル）
- 戦刻ナイトブラッド（伊達成実）
- 十二大戦（憂城）
- DYNAMIC CHORD（珠洲乃千哉）
- 干物妹!うまるちゃんR（海老名公一郎）

2018年
- 続 刀剣乱舞-花丸-（膝丸）
- りゅうおうのおしごと!（神鍋歩夢）
- からかい上手の高木さん（2018年 - 2022年、高尾） - 3シリーズ
- 覇穹 封神演義（王天君 / 王奕）
- 魔法少女サイト（朝霧要）
- ニル・アドミラリの天秤（鴻上滉）
- Caligula -カリギュラ-（ナレーション / 式島律〈現実〉）
- ヲタクに恋は難しい（三井健介）
- はねバド!（立花健太郎）
- 殺戮の天使（ザック）
- Phantom in the Twilight（ルーク・ボーエン）
- はたらく細胞（2018年 - 2021年、樹状細胞） - 2シリーズ
- 学園BASARA（柴田勝家）
- ジョジョの奇妙な冒険 黄金の風（2018年 - 2019年、ギアッチョ）
- メルクストーリア -無気力少年と瓶の中の少女-（フェイエル）

2019年
- 明治東亰恋伽（泉鏡花）
- イナズマイレブン オリオンの刻印（フロイ・ギリカナン）
- 鬼滅の刃（2019年 - 2024年、不死川玄弥） - 3シリーズ
- 叛逆性ミリオンアーサー（富豪アーサー）
- RobiHachi（ホシロー）
- うちの娘の為ならば、俺はもしかしたら魔王も倒せるかもしれない。（デイル）
- とある科学の一方通行（一方通行〈アクセラレータ〉）
- BEASTARS（2019年 - 2021年、カイ、ジャガー） - 2シリーズ
- ファンタシースターオンライン2 エピソード・オラクル（2019年 - 2020年、テオドール）
- 真・中華一番!（2019年 - 2021年、サンチェ） - 2シリーズ

2020年
- 魔術士オーフェンはぐれ旅（スエイン、覆面の男）
- 神之塔 -Tower of God-（2020年 - 2024年、クン・アゲロ・アグネス） - 3シリーズ
- ハクション大魔王2020（万福坂みつる）
- 文豪とアルケミスト 〜審判ノ歯車〜（谷崎潤一郎）
- Re:ゼロから始める異世界生活（2020年 - 2025年、ガーフィール） - 4シリーズ
- ソードアート・オンライン アリシゼーション War of Underworld（ヴァサゴ〈15歳〉）
- あひるの空（玉山鉄男）
- ポケットモンスター（2020年 - 2022年、グラジオ）

2021年
- 弱キャラ友崎くん（2021年 - 2024年、中村修二） - 2シリーズ
- WAVE!!〜サーフィンやっぺ!!〜（フケ倫道） - 2020年に3部作として劇場上映
- ホリミヤ（2021年 - 2023年、仙石翔） - 2シリーズ
- 怪病医ラムネ（丹己）
- ブラッククローバー（リーベ）
- 灼熱カバディ（王城正人）
- ましろのおと（矢口海人）
- 俺、つしま（ちゃー）
- KICK&SLIDE（フェニタン）
- 100万の命の上に俺は立っている（ライス）
- EDENS ZERO（2021年 - 2023年、ノア） - 2シリーズ
- ドラゴンクエスト ダイの大冒険 (2020)（2021年 - 2022年、ノヴァ）

2022年
- 失格紋の最強賢者（デビリス）
- 平家物語（平資盛）
- リーマンズクラブ（二ノ坂環希、猿橋佑慧）
- シャドウバースF（2022年 - 2024年、波瀬浦ハルマ）
- 可愛いだけじゃない式守さん（犬束秀）
- 名探偵コナン（原隆司）
- 社畜さんは幼女幽霊に癒されたい。（今週の「可愛い。」担当）
- 東京ミュウミュウ にゅ〜♡（2022年 - 2023年、キッシュ） - 2シリーズ
- 継母の連れ子が元カノだった（川波小暮）
- 金装のヴェルメイユ〜崖っぷち魔術師は最強の厄災と魔法世界を突き進む〜（アイオライト）
- 異世界おじさん（2022年 - 2023年、ライガ）
- 農民関連のスキルばっか上げてたら何故か強くなった。（ロミオ〈セイシル〉）
- 後宮の烏（淡海）
- 名探偵コナン 警察学校編 Wild Police Story（諸伏高明〈幼少時代〉）
- 陰の実力者になりたくて!（レックス）
- ポプテピピック TVアニメーション作品第二シリーズ（ポプ子〈第10話Bパート〉）

2023年
- REVENGER（宍戸斎門）
- スパイ教室（屍） - 2シリーズ
- 僕の心のヤバイやつ（2023年 - 2024年、足立翔） - 2シリーズ
- Opus.COLORs（由羅大樹）
- デッドマウント・デスプレイ（荒瀬耿三郎） - 2シリーズ
- 異世界でチート能力を手にした俺は、現実世界をも無双する〜レベルアップは人生を変えた〜（五十嵐亮）
- 魔法少女マジカルデストロイヤーズ（アダム）
- 彼女が公爵邸に行った理由（ウェード・デービス）
- デュエル・マスターズ WIN 決闘学園編（団長）
- シュガーアップル・フェアリーテイル（オーランド・ラングストン）
- 贄姫と獣の王（オセロット）
- 実は俺、最強でした?（シュナイダル・ハーフェン）
- 悲劇の元凶となる最強外道ラスボス女王は民の為に尽くします。（アダム）
- ゾン100〜ゾンビになるまでにしたい100のこと〜（日暮莞太）
- 葬送のフリーレン（2023年 - 2024年、ヒンメル）
- オチビサン（2023年 - 2024年、ナゼニ）
- 東京リベンジャーズ（三途春千夜）
- アンデッドアンラック（2023年 - 2024年、トップ）
- 経験済みなキミと、経験ゼロなオレが、お付き合いする話。（黒瀬真生）
- ひきこまり吸血姫の悶々（レインズワース）

2024年
- ループ7回目の悪役令嬢は、元敵国で自由気ままな花嫁生活を満喫する（ディートリヒ）
- 異修羅（鎹のヒドウ）
- 最強タンクの迷宮攻略〜体力9999のレアスキル持ちタンク、勇者パーティーを追放される〜（マリウス）
- 月刊モー想科学（リョーマ）
- 喧嘩独学（金子亨）
- ONE PIECE（S-ベア、バーソロミュー・くま〈幼少期〉）
- WIND BREAKER（2024年 - 2025年、梶蓮） - 2シリーズ
- 疑似ハーレム（北浜瑛二）
- この世界は不完全すぎる（スズキ〈鈴木洋平〉）
- 異世界失格（スズキ）
- FAIRY TAIL 100年クエスト（イグニア）
- 魔王軍最強の魔術師は人間だった（ベイオ）
- 真夜中ぱんチ（異議人）
- 杖と剣のウィストリア（マルゼ）
- 歴史に残る悪女になるぞ（ケンウッド・カーティス）
- ねこに転生したおじさん（トラ）
- ドラえもん（テレビ朝日版第2期）（大学生）
- るろうに剣心 -明治剣客浪漫譚- 京都動乱（2024年 - 2025年、沢下条張）

2025年
- いずれ最強の錬金術師?（アキラ）
- 魔法使いの約束（シノ）
- 凍牌〜裏レート麻雀闘牌録〜（鈴木プロ）
- BEYBLADE X（刃威斗）
- SAKAMOTO DAYS（勢羽夏生）
- えぶりでいホスト（センイチ）
- 勘違いの工房主〜英雄パーティの元雑用係が、実は戦闘以外がSSSランクだったというよくある話〜（ゴルノヴァ）
- ユア・フォルマ（フォーキン）
- 夢中さ、きみに。（二階堂明）

2026年
- デッドアカウント（縁城蒼吏）

### 劇場アニメ
2010年
- 劇場版メタルファイト ベイブレードVS太陽 灼熱の侵略者ソルブレイズ（早乙女輝）

2012年
- 青の祓魔師 ―劇場版―（奥村燐）
- セイクリッドセブン 銀月の翼（輝島ナイト）
- 劇場版 TIGER & BUNNY（2012年 - 2014年、折紙サイクロン / イワン・カレリン） - 2作品

2013年
- 劇場版 とある魔術の禁書目録 -エンデュミオンの奇蹟-（一方通行〈アクセラレータ〉）
- サカサマのパテマ（エイジ）

2014年
- イナズマイレブン 超次元ドリームマッチ（SARU）
- 劇場版 世界一初恋 〜横澤隆史の場合〜（木佐翔太）
- 聖闘士星矢 LEGEND of SANCTUARY（瞬）

2015年
- 劇場版プリパラ み〜んなあつまれ!プリズム☆ツアーズ（ワタル）
- 劇場版 明治東亰恋伽（2015年 - 2016年、泉鏡花） - 2作品

2016年
- 劇場版 暗殺教室 365日の時間 / 殺せんせーQ!（赤羽業）

2018年
- 僕のヒーローアカデミア THE MOVIEシリーズ（2018年 - 2021年、爆豪勝己） - 3作品

2019年
- 劇場版 ダンジョンに出会いを求めるのは間違っているだろうか -オリオンの矢-（ベート・ローガ）

2020年
- 世界一初恋 〜プロポーズ編〜（木佐翔太）

2021年
- 宇宙戦艦ヤマト2205 新たなる旅立ち（徳川太助）

2022年
- 劇場版 からかい上手の高木さん（高尾）
- 劇場版 異世界かるてっと 〜あなざーわーるど〜（ガーフィール）
- ぼくらのよあけ（田所銀之介）

2023年
- らくだい魔女 フウカと闇の魔女（カイ）
- ブラッククローバー 魔法帝の剣（リーベ）
- 劇場版 Re:STARS 〜未来へ繋ぐ2つのきらぼし〜（アストロ）

2024年
- 劇場版ハイキュー!! ゴミ捨て場の決戦（西谷夕）
- 劇場版すとぷり はじまりの物語〜Strawberry School Festival!!!〜（野球部部長）

2025年
- KING OF PRISM-Your Endless Call-み〜んなきらめけ!プリズム☆ツアーズ（ワタル）
- 劇場版 鬼滅の刃 無限城編 第一章 猗窩座再来（不死川玄弥）
- 遠井さんは青春したい！『バカとスマホとロマンスと』（沼丘きりや）

### OVA
2009年
- アキカン!（甘字五郎）
- 模型戦士ガンプラビルダーズ ビギニングG（サカザキ・ケンタ）

2010年
- エア・ギア 黒の羽と眠りの森 -Break on the sky-（南樹）
- テイルズ オブ シンフォニア THE ANIMATION テセアラ編（ワンダーシェフ、兵士B）
- 眼鏡なカノジョ（神谷純一）
- 夢色パティシエール 胸キュン♥トロピカルアイランド!（樫野真） - 夏ドキッ★りぼんっ子パーティー55上映作品

2011年
- 会長はメイド様!（碓氷拓海） - DVD＆Blu-ray第10巻新作特別エピソード
- 魚介類 山岡マイコの友 茹田蟹幸（茹田蟹幸）
- 祝福のカンパネラOVA（レスター・メイクラフト）

2012年
- CØDE:BREAKER（2012年 - 2013年、大神零） - コミックス第22巻 - 第24巻DVD付き限定版
- 華ヤカ哉、我ガ一族 キネトグラフ（宮ノ杜雅）
- 名探偵コナン BONUS FILE ファンタジスタの花（浜）

2013年
- 暗殺教室（赤羽業） - ジャンプスーパーアニメツアー2013上映作品
- 神様はじめました（瑞希） - コミックス16巻オリジナルアニメDVD付初回限定版

2014年
- 十三支演義 〜偃月三国伝〜 外伝 幽州幻夜（張飛）
- ダイヤのA（小湊亮介） - コミックス第44・45巻限定版に付属
- Hybrid Child（和泉小太郎）
- BROTHERS CONFLICT 第1巻「聖夜」（朝日奈光）

2015年
- 暁のヨナ（2015年 - 2016年、シンア） - コミックス第19・21・22巻オリジナルアニメDVD付限定版
- ハイキュー!!（西谷夕） - コミックス第15巻アニメDVD付予約限定版

2016年
- 赤髪の白雪姫（オビ） - コミック第15巻オリジナルアニメDVD付き限定版
- 食戟のソーマ タクミの下町合戦（黒木場リョウ） - コミックス第18巻DVD付き限定版
- OVA スタミュ（2016年 - 2018年、辰己琉唯）

2017年
- 初恋モンスター（篠原耕太） - 単行本第8巻アニメDVD付き特装版

2018年
- OVA からかい上手の高木さん（高尾） - コミックス第9巻OVA付き特別版

2019年
- 蒼穹のファフナー THE BEYOND（2019年 - 2021年、ケイオス・バートランド）

2021年
- ヲタクに恋は難しい（三井健介、健子） - 単行本第10・11巻OAD付き特装版

### Webアニメ
2010年代
- Double Circle（2013年、アサギ）
- ポケットモンスター オメガルビー・アルファサファイア メガスペシャルアニメーション（2014年、主人公〈男の子〉）
- 弱酸性ミリオンアーサー（2015年 - 2019年、富豪アーサー、モブB、冷やし中華を混ぜる学生）
- ももくり（2015年、桃月心也）
- 暗殺教室 第2期 課外授業編（2016年、赤羽業）
- 殺せんせーQ!（2017年、赤羽業）
- 夢王国と眠れる100人の王子様 ショート（2017年、ネロ）
- ぽすくま（2018年、ぽすらいむ）

2020年代
- Re:ゼロから始める休憩時間 2nd season（2020年、ガーフィール）
- 俺、つしま（2021年、ちゃー）
- ベイブレードバースト ダイナマイトバトル（2021年 - 2022年、フェノメノ・ペイン）
- TIGER & BUNNY 2（2022年、イワン・カレリン / 折紙サイクロン）
- ぷち！東京ミュウミュウ にゅ〜♡（2022年 - 2023年、キッシュ）
- 転生したらスライムだった件 コリウスの夢（2023年、パウロ）
- ツイヤバ（2023年、足立翔）
- ELEMON（2024年、マテオ）

### ゲーム
2007年
- SDガンダム GGENERATION（2007年 - 2019年、フォン・スパーク、マイキャラクターボイス少年2〈OVER WORLD〉 他） - 3作品
- 牧場物語 やすらぎの樹（タケル）

2008年
- しゅごキャラ! あむのにじいろキャラチェンジ（ムサシ）
- もえスタ 〜萌える東大英語塾〜（鶴久）
- Real Rode（ロデオ）

2009年
- おおかみかくし（摘花一誠）
- 恋する私の王子様（仙川ヒロト）
- サイキン恋シテル?（ジェントル）
- しゅごキャラ! ノリノリ!キャラなりズム♪（ムサシ）
- デス・コネクション（レオナルド）
- 電撃学園RPG Cross of Venus（一方通行〈アクセラレータ〉）
- とらドラ・ポータブル!（富家幸太）
- リトルアンカー（ヨシュア・ラインベルガー）

2010年
- 裏切りは僕の名前を知っている -黄昏に堕ちた祈り-（遠間克巳）
- SDガンダム カプセルファイターオンライン（ゴールデンタイム オペレーターII）
- Operation Flashpoint: Dragon Rising
- CHAOS RINGS（アユタ）
- 恋人はキャプテン（伊吹瞬）
- スカーレッドライダーゼクス（リッケンバッカー）
- 夏空のモノローグ（綿森楓）
- ニーア レプリカント（主人公〈少年期〉）
- 華ヤカ哉、我ガ一族（宮ノ杜雅）
- BLUE ROSES 〜妖精と青い瞳の戦士たち〜（ヒース）
- メタルファイト ベイブレード 爆神スサノオ襲来!（早乙女輝）
- メタルファイト ベイブレード ポータブル 超絶転生! バルカンホルセウス（早乙女輝）
- メタルファイト ベイブレード 頂上決戦!ビッグバン・ブレーダーズ（早乙女輝）
- Memories Off ゆびきりの記憶（芹澤直樹、鷹見大輔）
- 夢色パティシエール マイスイーツ☆クッキング（樫野真）
- Real Rode PORTABLE（ロデオ）

2011年
- ガチトラ! 〜暴れん坊教師 in High School〜（猫田陽一）
- 恋と仕事と君のプロデュース（小鳥遊善）
- コープスパーティー Book of Shadows（御国司）
- スカーレッドライダーゼクス -STARDUST LOVERS-（リッケンバッカー）
- スティールクロニクル（クライブ・ロックハート）
- STORM LOVER 夏恋!!（七尾椎名）
- セブンスドラゴン2020
- Dear My Lord ラインハート家の執事（クリスティアン）
- デス・コネクション ポータブル（レオナルド）
- デッドエンド Orchestral Manoeuvres in the Dead End（符御是人）
- とある魔術の禁書目録（一方通行〈アクセラレータ〉）
- トイ・ウォーズ（ヤマトA）
- ドラゴンネスト（カラハン）
- バクマン。 マンガ家への道（新妻エイジ）
- 華ヤカ哉、我ガ一族 キネマモザイク（宮ノ杜雅）
- 遙かなる時空の中で5（沖田総司）

2012年
- 青の祓魔師 幻刻の迷宮（ラビリンス）（奥村燐）
- アルカナ・ファミリア -幽霊船の魔術師-（アッシュ）
- アルカナ・ファミリア -フェスタ・レガーロ!-（アッシュ）
- イナズマイレブンGO2 クロノ・ストーン / GO ギャラクシー（2012年 - 2013年、SARU / サリュー・エヴァン） - 2作品
- イナズマイレブンGO ストライカーズ 2013（SARU）
- 機動戦士ガンダム エクストリームバーサス（2012年 - 2016年、レオス・アロイ） - 3作品
- グラナド・エスパダ（ラッセル・タルガ）
- 恋は校則に縛られない!（羽々崎暁 / キョウ）
- コープスパーティー -THE ANTHOLOGY- サチコの恋愛遊戯♥Hysteric Birthday 2U（御国司）
- 十三支演義 〜偃月三国伝〜（張飛）
- 12時の鐘とシンデレラ〜Halloween Wedding〜（ロイ＝ディフェンタール）
- スカーレッドライダーゼクスI + FD ポータブル（リッケンバッカー）
- スクール・ウォーズ（苗苑央士）
- 東京バベル（ウリエル）
- 十鬼の絆 〜関ヶ原奇譚〜（千鬼丸）
- Dream Drops（やんちゃ）
- 遙かなる時空の中で5 風花記（沖田総司）
- ひとふた奇譚（艮藤晶）
- ファンタシースターオンライン2（テオドール、クロト、ムータン、ヒ・エン、フォルニスジエン）
- フォトカノ（東孝）
- BROTHERS CONFLICT Passion Pink（朝日奈光）
- BLACK WOLVES SAGA -Bloody Nightmare-（パール）
- BLACK WOLVES SAGA -Last Hope-（パール）
- 嫁コレ（沖田総司、一方通行〈アクセラレータ〉、大神零、瑞希、羽々崎暁）
- ロリポップチェーンソー（スワン）

2013年
- アルカナ・ファミリア2（アッシュ）
- 神狩デモンズトリガー（慈島四季）
- 神様はじめました〜ドキドキあやかしLOVE〜（瑞希）
- 恋花デイズ（蘭木司）
- CODE OF JOKER（黒野時矢）
- 黒白〜コクハク〜（黒月）
- 黒白〜忘れじの水底から〜（黒月）
- 死神稼業〜怪談ロマンス〜（橘千歳）
- 死神所業〜怪談ロマンス〜（橘千歳）
- 神撃のバハムート（アキム、ジェイロ、リルエ）
- スクール・ウォーズ〜卒業戦線〜（苗苑央士）
- STORM LOVER 2nd（七尾椎名）
- 青春はじめました!（陸野奏）
- セブンスドラゴン2020-II
- TIGER & BUNNY 〜HERO'S DAY〜（折紙サイクロン / イワン・カレリン）
- とある魔術と科学の群奏活劇（一方通行〈アクセラレータ〉）
- 十鬼の絆 花結綴り（初霜千鬼丸）
- 夏空のモノローグportable（綿森楓）
- はつカレっ☆恋愛デビュー宣言!（狩矢玲嗣）
- 花咲くまにまに（藤重宝良）
- 華ヤカ哉、我ガ一族 黄昏ポウラスタ（宮ノ杜雅）
- フォトカノ Kiss（東孝）
- BROTHERS CONFLICT Brilliant Blue（朝日奈光）
- Princess Arthur（ガラハッド）
- 機巧少女は傷つかない Facing "Burnt Red"（ロキ）
- 明治東亰恋伽（泉鏡花）
- 0時の鐘とシンデレラ〜Halloween Wedding〜（ロイ＝ディフェンタール）

2014年
- Vinculum Hearts 〜アイリス魔法学園〜（アイリス）
- 乖離性ミリオンアーサー（富豪アーサー）
- 学園ヘヴン2 〜DOUBLE SCRAMBLE!〜（八神礼音）
- 恋人は専属SP Love Mission（藤咲瑞貴）
- 十三支演義 〜偃月三国伝2〜（張飛）
- セフィロト〜時の世界樹〜（千鬼丸）
- 戦国BASARA4（柴田勝家）
- 電撃文庫 FIGHTING CLIMAX（一方通行〈アクセラレータ〉）
- ハートの国のアリス 〜Wonderful Twin World〜（ハンプティ、ダンプティ）
- ハイキュー!!シリーズ（2014年 - 2016年、西谷夕） - 2作品
- パズドラ バトルトーナメント -ラズール王国とマドロミドラゴン-（武田ムラクモ）
- Photograph Journey 〜恋する旅行・広島編＆神奈川編〜（譲原宝良）
- -8（風原麻耶）
- RE:VICE[D]（ユキネ）
- ワンダーフリック（チェイス）

2015年
- 暗殺教室 殺せんせー大包囲網!!（赤羽業）
- E:RObotts（東雲）
- オルタンシア・サーガ -蒼の騎士団-（セネト）
- 終わりのセラフ 運命の始まり（早乙女与一）
- 終わりのセラフ BLOODY BLADES（早乙女与一）
- 鏡の中のプリンセス Love Palace（ルカ＝サヴィーニ）
- Cafe Cuillere 〜カフェ キュイエール〜（東雲景太）
- 君の秘密にドラマなキスを（葉山隆之介）
- KLAP!! 〜Kind Love And Punish〜（播磨奏）
- グランブルーファンタジー（2015年 - 2024年、セイラン、ギルベルト、ルーソル / ラモラック、爆豪勝己）
- サウザンドメモリーズ（アベル、イゼル）
- 実況パワフルプロ野球（小湊亮介）
- 食戟のソーマ 友情と絆の一皿（黒木場リョウ）
- 白猫プロジェクト（2015年 - 2024年、ダリル・キルブリッジ、爆豪勝己、アクセラレータ）
- スカーレッドライダーゼクス Rev.（リッケンバッカー）
- セブンスドラゴンIII code:VFD
- 戦国BASARA4 皇（柴田勝家）
- DYNAMIC CHORD feat.Liar-S（珠洲乃千哉）
- ダンジョンに出会いを求めるのは間違っているだろうか -クロス・イストリア-（ベート・ローガ）
- デビルサバイバー2 ブレイクレコード（志島大地）
- デュラララ!! Relay（滝口亮）
- 電撃文庫 FIGHTING CLIMAX IGNITION（一方通行〈アクセラレータ〉）
- 刀剣乱舞 ONLINE（2015年 - 2024年、膝丸）
- 華ヤカ哉、我ガ一族 モダンノスタルジィ / 幻燈ノスタルジィ（宮ノ杜雅）
- 遙かなる時空の中で6（片霧秋兵）
- 百華夜光（時景）
- ファンタジーアース ゼロ（狂気じみた男II）
- プリンス・オブ・ストライド（藤原尊）
- POSSESSION MAGENTA（桃井優一郎）
- ポップアップストーリー 魔法の本と聖樹の学園（ミハエル・ランスロット）
- 明治東亰恋伽 トワヰライト・キス（泉鏡花）
- モナコの休日 〜薔薇と愛のプリンセス〜（シャルル）
- 夢王国と眠れる100人の王子様（ルシアン、ネロ）
- 宵夜森ノ姫（ウルリヒ）
- らぶらぶつんつん ふたりきねんび。（鷹谷甫）
- ROOT∞REXX（白石聡真）
- ルミナスアーク インフィニティ（シード）
- LORD of VERMILION ARENA（ヒビキ・トキオ）

2016年
- AKIBA'S BEAT（本郷ヤマト）
- 暗殺教室 アサシン育成計画!!（赤羽業）
- イケメン王宮◆真夜中のシンデレラ（レイヴィス＝ハルナイト）
- イケメン革命◆アリスと恋の魔法（ランスロット＝キングスレー）
- 一血卍傑-ONLINE-（モモタロウ）
- Collar×Malice（相田学）
- 教師たちの秘密の放課後（内海千春）
- ぐるぐる召喚マジカルギア（アキト、ヴァイル）
- CLOSERS（スラッシュ）
- Code:Realize 〜祝福の未来〜（新たなるイデアの使徒）
- 将棋RPG つめつめロード（ツバサ）
- 食戟のソーマ 最饗のレシピ おかわり!!（黒木場リョウ）
- 戦国BASARA 真田幸村伝（柴田勝家）
- デジモンワールド -next 0rder-（ショーマ）
- ニル・アドミラリの天秤 帝都幻惑綺譚（鴻上滉）
- ねじ巻き精霊戦記 天鏡のアルデラミン ROAD OF ROYAL KNIGHTS（イクタ・ソローク）
- 遙かなる時空の中で6 幻燈ロンド（片霧秋兵）
- ピリオドキューブ 〜鳥籠のアマデウス〜（ヒロヤ）
- 文豪とアルケミスト（谷崎潤一郎）
- 僕のヒーローアカデミア バトル・フォー・オール（爆豪勝己）
- 星彼Days
- マジカルデイズ the Brats's Parade（ミズチ）
- 明治東亰恋伽 Full Moon（泉鏡花）
- LOVE☆スクランブル（藤咲瑞貴）
- 黎冥学園生徒会 〜天魔の末裔と禁断の果実〜（西御門キョウ）
- レコラヴ Blue Ocean / Gold Beach（西孝彦）

2017年
- Fate/Grand Order（2017年 - 2022年、新宿のアサシン〈燕青〉）
- 結ひの忍（菜畑野武野）
- 蒼空のリベラシオン（シャフール）
- KLAP!! 〜Kind Love And Punish〜 Fun Party（播磨奏）
- ラピクロ（男性プレイヤーボイス）
- 僕のヒーローアカデミア スマッシュタップ（爆豪勝己）
- 戦刻ナイトブラッド（伊達成実）
- ドSに恋して（村山倫太郎）
- キャプテン翼 〜たたかえドリームチーム〜（ルイ・ナポレオン）
- ダンジョンに出会いを求めるのは間違っているだろうか 〜メモリア・フレーゼ〜（ベート・ローガ、ユーリ）
- キミトツナガルパズル（朧）
- あんさんぶるスターズ!（兵藤清春、フェイエル）
- ニル・アドミラリの天秤 クロユリ炎陽譚（鴻上滉）
- スターオーシャン:アナムネシス（レイン）
- ハイリゲンシュタットの歌（ヴィッセ）
- ファイナルファンタジー ブレイブエクスヴィアス（レイン）
- チェインクロニクル3（ベート・ローガ、アクセラレータ）
- モンスターストライク（2017年 - 2025年、一方通行〈アクセラレータ〉、爆豪勝己、A級5位 嵐山隊〈嵐山准〉、ガーフィール、イワン / 折紙サイクロン、不死川玄弥、ヒンメル、ギアッチョ）
- 王子様のプロポーズ Eternal Kiss（ヘンリー・A・スペンサー）
- 黒騎士と白の魔王（モルドレッド）
- SIX SICKS（荒城駿太）
- CARAVAN STORIES（ロンヴァルド、勇将ロンヴァルド）
- あやかしむすび（平美鶴）
- オトメ勇者（ライアス）
- Code:Realize 〜白銀の奇跡〜（ヘンゼル・ヘクセンハウス）

2018年
- ORDINAL STRATA -オーディナル ストラータ-（ロクスレイ）
- LibraryCross∞ -ライブラリークロスインフィニット-（遊羽）
- 電脳戦機バーチャロン×とある魔術の禁書目録 とある魔術の電脳戦機（一方通行〈アクセラレータ〉）
- 千銃士（ホクサイ）
- TRINITY MASTER（富豪アーサー）
- クリスタル オブ リユニオン（アーサー）
- 天涯ニ舞ウ、粋ナ花（宮ノ杜雅）
- 誰ガ為のアルケミスト（アーサー）
- 京刀のナユタ（練道三厨）
- シンエンレジスト（ロッサ）
- Collar×Malice -Unlimited-（相田学）
- ＃コンパス 戦闘摂理解析システム（ザック、アクセラレータ）
- 世界樹の迷宮X
- 電撃文庫：CROSSING VOID（一方通行〈アクセラレータ〉） - 海外向けアプリゲーム
- CharadeManiacs（廃寺タクミ）
- 僕のヒーローアカデミア One's Justice（爆豪勝己）
- ピオフィオーレの晩鐘（楊）
- キングスレイド（ネラクシス）
- ブラウンダスト（ナルタス）
- Wiz;Alice（マッドハッター）
- ドラガリアロスト（オルセム、セイメイ）
- エターナルリンケージ（ペルノー）
- 機動戦士ガンダム エクストリームバーサス2（2018年 - 2025年、レオス・アロイ） - 4作品
- ワールドエンドヒーローズ（北村倫理）
- 夢間集（流光銀刀）
- 明治東亰恋伽 〜ハヰカラデヱト〜（泉鏡花）
- Shadowverse（天翔けるドラゴニュート、マスターディーラー・アルヤスカ、ボーンドローン、魔術の王・ソロモン、キルザエル）

2019年
- 非人類学園 Extraordinary Ones（紅孩児、一方通行〈アクセラレータ〉）
- Op8♪（六弦澪音）
- 白猫テニス（アクセラレータ）
- ダークリベリオン（ベリアル、ロイド）
- CHUNITHM AMAZON（スザク）
- SINoALICE -シノアリス-（少年ニーア、レイン）
- 桃源郷ラビリンス（犬養津与志）
- グランドチェイス -次元の追跡者-（アシン）
- VARIABLE BARRICADE（石動大我）
- ラストピリオド -終わりなき螺旋の物語-（アクセラレータ）
- メギド72（2019年 - 2023年、バールゼフォン）
- ヴァリアントフォース（ダリオン・オールドレッド）
- 戦国BASARA バトルパーティー（柴田勝家）
- 元気封神（申公豹、嬴政、嬴勾）
- 剣と天秤のディテクタシー（ペルノー）
- とある魔術の禁書目録 幻想収束（2019年 - 2024年、一方通行〈アクセラレータ〉、鈴科百合子）
- 陰陽師 本格幻想RPG（大嶽丸）
- クイズRPG 魔法使いと黒猫のウィズ（アクセラレータ）
- クラッシュフィーバー（アクセラレータ、ベリアル）
- Food Fantasy-フードファンタジー（スフレ、テキーラ）
- JUMP FORCE（爆豪勝己） - DLC追加キャラクター
- 逆転オセロニア（アレス）
- ブラックスター -Theater Starless-（ミズキ）
- 三国志大戦M（諸葛亮、孫策）
- パレットパレード（ヴァトー）
- revisions next stage（響みか）
- 覇穹 封神演義 〜センカイクロニクル〜（王天君）
- 社長、バトルの時間です!（アクセラレータ）
- Epic Seven-エピックセブン-（ヴィオレタ）
- IdentityV 第五人格（2019年 - 2024年、傭兵 / ナワーブ・サベダー、ザック、Mr.リーズニング）
- 魔法使いの約束（シノ）
- 星鳴エコーズ（青木摩耶）
- ダンジョンに出会いを求めるのは間違っているだろうか インフィニト・コンバーテ（ベート・ローガ）
- RenCa:A/N（レンカ アルバニグル）（セントロ・エステディオ）

2020年
- 龍が如く7 光と闇の行方（趙天佑）
- 星屑ヘリオグラフ（宇良星真）
- グランドサマナーズ（2020年 - 2025年、アルカナ、アクセラレータ）
- REALIVE!（山浦玄）
- ふろ恋 私だけの入浴執事（小野上万尋）
- 僕のヒーローアカデミア One's Justice 2（爆豪勝己）
- ジョジョのピタパタポップ（ギアッチョ）
- WAR OF THE VISIONS ファイナルファンタジー ブレイブエクスヴィアス 幻影戦争（レイン、ヒョウ）
- ディズニー ツイステッドワンダーランド（フロイド・リーチ）
- コード:ドラゴンブラッド（源稚女、風間琉璃）
- 共闘ことばRPG コトダマン（2020年 - 2025年、ココロ、ハルバトラー、西谷夕、折紙サイクロン、爆豪勝己、不死川玄弥、勢羽夏生）
- ラングリッサー モバイル（オリヴァー）
- 遙かなる時空の中で7（佐々木大和）
- エリオスライジングヒーローズ（グレイ・リヴァース）
- キューピット・パラサイト（ピーター・フラージュ）
- 聖闘士星矢 ライジングコスモ（矢座・トレミー）
- ピオフィオーレの晩鐘 -Episodio1926-（楊）
- ヒーローカンターレ（蓮の火炎 クン）
- ラストクラウディア（夜叉丸）
- 三国志名将伝（華陀）
- りゅうおうのおしごと！（神鍋歩夢）

2021年
- ラクガキ キングダム（結城レイ）
- 百鬼異聞録〜妖怪カードバトル〜（大嶽丸）
- WAVE!! 波乗りボーイズ（フケ倫道）
- 僕のヒーローアカデミア ULTRA IMPACT（爆豪勝己）
- ALTDEUS: Beyond Chronos EPISODE YAMATO（アーク・アレス）
- Re:ゼロから始める異世界生活 Lost in Memories（ガーフィール）
- m HOLD'EM（小野寺喜人）
- クッキーラン: キングダム（ミントチョコクッキー）
- ファンタジア・リビルド（レイフォン・アルセイフ）
- ブレイブ フロンティア レゾナ（クランツ）
- 恋愛戦国ロマネスク 〜影武者姫は運命をあやなす〜（浅井長政）
- 鬼滅の刃 ヒノカミ血風譚（玄弥）
- ソウル7：闘羅大陸（紅隼）
- ドラゴンクエストX 天星の英雄たち オンライン（レオーネ）
- ELYON（セレム）

2022年
- センチメンタルフォトグラフィ（久遠郁人）
- 夢職人と忘れじの黒い妖精（ホロウ）
- インフィニティ キングダム-諸王の戦争（ジークフリート）
- シン・クロニクル（カルロ、トッシュ）
- N-INNOCENCE-（ファーヴニル）
- この素晴らしい世界に祝福を！ファンタスティックデイズ（アクセラレータ）
- ラディアンテイル（ラディ）
- ポーカーチェイス（エイジ・李・モーガン）
- みんなで早押しクイズ（暁タケル）
- Tower of Fantasy（幻塔）（クロウ）
- ジョジョの奇妙な冒険 オールスターバトルR（ギアッチョ）
- ドラゴンクエスト ダイの大冒険-魂の絆-（ノヴァ）
- ディオフィールド クロニクル（アンドリアズ・ロンダーソン）
- 英傑大戦（平清盛、孫権、源義平、源範頼）

2023年
- ファイアーエムブレム エンゲージ（スタルーク）
- D.C.5 〜ダ・カーポ5〜（向島悠斗）
- 龍が如く 維新！ 極（藤堂平助）
- タワーオブスカイ（テイアット）
- ハイキュー!! TOUCH THE DREAM（西谷夕）
- アース：リバイバル（ネオ）
- オリエント・アルカディア（真田幸村）
- 結合男子（塩水流一那）
- 9 R.I.P.（魅ナミ）
- ファイアーエムブレム ヒーローズ（2023年 - 2024年、スタルーク、パーン）
- 神之塔：NEW WORLD（クン・アゲロ・アグネス）
- ダンジョンに出会いを求めるのは間違っているだろうか バトル・クロニクル（ベート・ローガ）
- ラディアンテイル 〜ファンファーレ！〜（ラディ）
- 三国志アナザー〜星将の願い〜（曹操、袁紹）
- 魔女の泉R（エダン）
- Fate/Samurai Remnant（2023年 - 2024年、地右衛門）
- 僕のヒーローアカデミア ULTRA RUMBLE（爆豪勝己）
- 東京リベンジャーズ ぱずりべ！全国制覇への道（三途春千夜）
- スカイフォートレス-オデッセイ（千歳）
- フォートレスサガ（ルイ）
- 高知市 僕たちの二段階移住がうまくいかないわけがない（理想田陽）
- キューピット・パラサイト -Sweet & Spicy Darling.-（ピーター・フラージュ）
- ドラゴンクエストモンスターズ3 魔族の王子とエルフの旅（アグルカ）
- CUSTOM MECH WARS -カスタムメックウォーズ-（バイトリーダー / バレット・2）
- エレメンタルストーリー（アクセラレータ）

2024年
- D.C.5 Future Link 〜ダ・カーポ5〜 フューチャーリンク（向島悠斗）
- 龍が如く8（趙天佑）
- マツリカの炯-kEi- 天命胤異伝（フェイ、フエン）
- 妖怪ウォッチ ぷにぷに（三途春千夜）
- ユニコーンオーバーロード（アデル）
- 泡沫のユークロニア（帷）
- 魔法陣グルグル ほしくず大冒険（レイド）
- 霧の戦場のヴェルディーナ:C.A.R.D.S.RPG（ジェイド・シャドウクロウ）
- ライドカメンズ（蒲生慈玄 / 仮面ライダー慈玄）
- 戦国 A LIVE（豊臣秀吉）
- グランサガポケット（ヒンメル）
- 夏空のモノローグ 〜Another Memory〜（綿森楓）
- ゼロから勇者：オリエントファンタジー（剣太）
- AFK：ジャーニー（ソーン）
- Re:ゼロから始める異世界生活 Witch's Re:surrection（ガーフィール・ティンゼル）
- 聖剣伝説 VISIONS of MANA（オーリン）
- 悪魔執事と黒い猫（ベレン・クライアン）
- 松尾製作所 異世界で工業男子に溺愛されて困ってます〜転生聖女カイゼン無双〜（コンパクトホーン）
- Honey Vibes（ミロ）
- プロジェクトセカイ カラフルステージ! feat. 初音ミク（スレイド）
- 東京リベンジャーズ Last Mission（三途春千夜）
- コードギアス 反逆のルルーシュ ロストストーリーズ（宗賀ハクバ）
- エンバーストーリア（2020年 - 2025年、アイテール、レイン）
- 転生したらスライムだった件 魔王と竜の建国譚（ヒンメル）

2025年
- WIND BREAKER 不良たちの英雄譚（梶蓮）
- オクトパストラベラー 大陸の覇者（アヴァル）
- BYAKKO 〜四神部隊炎恋記〜（岡本三郎）
- レッドベルの慟哭（アシェル・トンプソン）
- オルタナヴェルト -青の祓魔師 外伝-（奥村燐）
- 鬼滅の刃 ヒノカミ血風譚2（不死川玄弥）
- トワと神樹の祈り子たち（シギン）

2026年
- 鬼武者 Way of the Sword（佐々木巌流）
- ハンサムロンダリング -the mystic lover-（空閑巴）

### 携帯コンテンツ
- 君ノ隣ニ座ル星。（蠍乃宮デスコル[643]）
- 添い寝カレシ 〜週刊添い寝CD ver.〜（涼[644]）
- 2/2彼氏－天使とアクマ－（ヒナタ / セツナ[645]）
- ミミ恋〜イケメンが耳元で恋を囁くアプリ〜（竹若和馬[646]）

### ドラマCD
- Are you Alice? ドラマCD付き単行本 In mate.（偽ウミガメ）
- 愛玩王子（コルド爺）
- 赤髪の白雪姫 シリーズ（オビ）
  - 赤髪の白雪姫 ※コミックス第16・19・20巻ドラマCD付き特装版
  - 赤髪の白雪姫 ※『LaLa』2016年3月号[647]、2018年7月号[648]、2019年2月号付属CD
- 暁のヨナ シリーズ（シンア）
  - 暁のヨナ ※コミックス第9・15巻初回限定版
  - 暁のヨナ「緑龍編-ジェハ、登場-」 ※『花とゆめ』2013年18号付録[649]
  - 暁のヨナ「緑龍編-ジェハ、闘う-」 ※『花とゆめ』2013年20号付録[649]
  - 暁のヨナ 斉国編1 「寄せ集めの砦」 ※『花とゆめ』2017年度18号[650]
  - 暁のヨナ 斉国編2 「君のもとへ」 ※『花とゆめ』2017年度19号[650]
  - 暁のヨナ「夢みたものは＆お大事に1・2」 ※『花とゆめ』2018年2号付録[651]
  - 暁のヨナ「大事なものはひとつじゃないけど＆お大事に3」※『花とゆめ』2018年18号付録[652]
- アキカン!（甘字五郎）
- アクターズハイ トレーディングドラマCDコレクション ココから始まるAtoZ 第1弾・第2弾（桐谷了[653]）
- 悪魔城ドラキュラX 追憶の夜想曲（インプ）
- 悪役令嬢ですが攻略対象の様子が異常すぎる（クラウス・セントリック[654]）
- 強襲（ASSAULT）LOVER（ゼノ[655]） ※ドラマパート
- あっくんとカノジョ（松尾真砂[656]）
- アリドロ ドラマCD「レベル3 目覚める新世界」[657]
- アルカナ・ファミリア シリーズ（アッシュ）
  - アルカナ・ファミリア フェス・レガCD ラ・ドルチェ・ヴィータ
  - アルカナ・ファミリア II dolce Regalo vol.2 -BIANCO-
  - アルカナ・ファミリア キャラクターCD 〜Guida REGALO〜 アッシュ
  - アルカナ・ファミリア assortito 1・2
  - アルカナ・ファミリア -La Vita Ferice- epilogo2
- アルティマ ブラッド 甘噛みだけじゃ半人前〜成り立てヴァンパイアは戦士志願〜（オスカー[658]）
- 息遣いシリーズ 双子編 兄と弟の日常吐息（椎名景[659]）
- いきなり同棲シリーズ 癒しの妖精セラピア Vol.1（シャンプー）
- 異世界魔法は遅れてる! ドラマCD「水明誘拐」（八鍵水明[660]）
- 異能バトルは日常系のなかで（安藤寿来）※小説第10巻ドラマCD付き限定特装版
- 詠う!平安京（藤原定家[661]）
- 泡沫のユークロニア ドラマCD いずれに想う郷愁 〜禍難は異国の手箱とともに〜（帷[662]）
- 裏切りは僕の名前を知っている オリジナル・ドラマCD4（遠間克己）
- URADOL Stage/opening（伊集院楓[663]）
  - URADOL Stage/moving
  - URADOL Stage/trying
- HELIOS Rising Heroes ドラマCD Vol.3-East Sector-（グレイ・リヴァース[664]）
- 王子様のプロポーズ ドラマCD（ウィル・A・スペンサー）
- 王の獣（蘇月[665]） ※『Cheese!』2022年8月号・2023年9月号付録
- オオカミ君ち。（大神灼斗[666]）
- 狼陛下の花嫁（柳方淵[667]）
  - 『LaLa』2018年9月号付録
  - 単行本第19巻特装版
- おとめ妖怪 ざくろ シリーズ（豆蔵）
  - おとめ妖怪 ざくろ ドラマCD 活劇音盤 〜さき、共々と〜
  - おとめ妖怪 ざくろ バラエティCD 歌謡小咄集
  - おとめ妖怪 ざくろ ※コミックス第8巻ドラマCD付き限定版[668]
- 俺に決めた! まーちゃんと一緒。（金森燕[669]）
- 乖離性ミリオンアーサー ドラマCD（富豪アーサー[670]）
- カーニヴァル シリーズ（糺）
  - カーニヴァル ヴィント
  - カーニヴァル 煙の館
- 会長はメイド様! シリーズ（碓氷拓海）
  - 会長はメイド様! ご主人様 アニメ化ですよ! ドラマCD ※『LaLa』2010年5月号付録
  - 会長はメイド様! キャラクターコンセプトCD —School side—
  - 会長はメイド様! キャラクターコンセプトCD2 —Maid Side—
  - 会長はメイド様! キャラクターコンセプトCD3 —Maid Side2—
  - 会長はメイド様! キャラクターコンセプトCD4 —Another Side—
  - 会長はメイド様! キャラクターコンセプトCD5 —Another Side2—
  - 会長はメイド様! マリアージュ ※ドラマCD付き特装版
- カカオ79%（一ノ瀬勇）
- 片翼のラビリンス ドラマCD 時を超えた修学旅行（城田司[671]）※『Sho-Comi』2014年24号付録
  - 片翼のラビリンス ドラマCD 秘密のタイムリープデート ※『Sho-Comi』2016年15号付録
- かてきょ@麗しき中年国語教師（橋本勇雅[672]）
- Cafe Cuillere 〜カフェ キュイエール〜 ドラマCDシリーズ Premier souvenirs I 〜景太＆涼介〜（東雲景太[673]）
- 神様ドォルズ ドラマ・キャラクターアルバム Vol.2 〜日々乃と一緒〜（枸雅匡平）
- 神様の御用人（萩原良彦[674]）※小説第10巻ドラマCD付き特装版
- 神様のメモ帳 シリーズ（少佐）
  - 神様のメモ帳 おしゃれサギ師の末路
  - 神様のメモ帳2 歌姫の危険なアングル
- 神様はじめました（瑞希）※コミックス第13巻ドラマCD付き初回限定版
- 彼氏以外3 〜後輩との過ち〜（金森燕）
- 彼氏昇格 〜燕くんの甘い?生活〜（金森燕）
- 彼氏未満 〜あの日には戻れない〜（金森燕）
- カレンダーボーイ（みどりの日）※『ウィングス』2010年6月号付録[675]
- がんばれ!消えるな!!色素薄子さん（絵尾画太）
- 吸血ダーリン シリーズ（アゼル・アスラーン[676]）
  - case.6 国際結婚・王子編
  - Fan Disc vol.2
- きりん幼稚園へようこそ（市ノ瀬孝則）
- 金の彼女 銀の彼女（安田登郎[677]）
- KLAP!! 〜Kind Love And Punish〜 Fun Party ドラマCD そうだ、修学旅行へ行こう! 〜幽魔、京都へ降り立つ〜（播磨奏）
- CLANNAD -クラナド- Vol.4 藤林杏
- Gray Sheep EP02（バニラ / VANILLA[678]） ※ドラマパート
- クロム・ブレイカー（NO.6）
- 月刊少女野崎くん（御子柴実琴）
  - TVアニメ「月刊少女野崎くん」ドラマCD 〜秋編〜[679]
  - TVアニメ「月刊少女野崎くん」ドラマCD 〜冬編〜[679]
- 獣のごとくひそやかに〜言霊使い〜（小堀修）
- 恋は校則に縛られない! シリーズ（羽々崎暁）
  - 恋は校則に縛られない! ドラマCD 「ようこそユニ高へ!」 ※『電撃Girl's Style』2012年10月号付録
  - 恋は校則に縛られない! ドラマCD 「夏とパフェと理事長と」 ※『シルフ』2013年1月号付録[680]
- ドラマCD 恋人はキャプテン（伊吹瞬）
- 恋わずらいのエリー ドラマCD ＃妄想ツイートは恋のはじまり（近江章[681]）
- ゴーストハント（ジョン・ブラウン）
  - ゴーストハント〜忘れられた子どもたち〜 前編 ※コミックス第11巻ドラマCD付き限定版
  - ゴーストハント〜忘れられた子どもたち〜 後編 ※コミックス第12巻ドラマCD付き限定版
- コープスパーティー Book of Shadows プロジェクト・ドーリーズ 前編・後編（御国司[682]）
- 胡鶴捕物帳（椿）
- この男子、悪人と呼ばれます。（世羅雪広[683]）
- されど月に手は届かず 魍魎の都（次郎丸）
- 三国志LOVERS ドラマCD3 呉編（孫権）
- 椎名くんの鳥獣百科（森みなと）※コミックス第6巻 - 第10巻ドラマCD付初回限定版
- 地獄堂霊界通信（拝征将）※コミックス第6巻ドラマCD付き特装版[684]
- 〆切CD2 今夜も眠らせない（稿坂新）
- 十三支演義 〜偃月三国伝〜 シリーズ（張飛）
  - 十三支演義 〜偃月三国伝〜 ドラマCD 演義余聞
  - 十三支演義 〜偃月三国伝〜 ドラマCD 恋歌繚乱[685]
  - 十三支演義 〜偃月三国伝〜 ドラマCD 未知の旅路[686]
  - 十三支演義 〜偃月三国伝〜 ドラマCD 洛陽猫攻防戦[687]
  - 十三支演義 偃月三国伝2 ドラマCD 第1弾 「猫族名菓祭」
  - 十三支演義 偃月三国伝2 シチュエーションドラマCD 第一弾 桃園恋綴り 張飛・趙雲編 〜看病の巻〜
  - コミックス第1巻 - 第3巻特装版
- 12人の優しい殺し屋（向井敬一）
- 小公女セーラ物語（セーラ・クルー[688]）
- 神父と悪魔 銀の森の人狼（セルム）
- 人狼 -Chaotic Time-（ライル・シェリング[689]）
- Scared Rider Xechs サマー・モーション333（リッケンバッカー）
- スタミュ シリーズ（辰己琉唯）
  - TVアニメ スタミュ ファーストドラマCD ☆☆永遠★STAGE☆☆
  - TVアニメ スタミュ サードドラマCD Third STAGE
  - TVアニメ スタミュ フォースドラマCD Fourth STAGE
  - TVアニメ スタミュ フィフスドラマCD Fifth STAGE
  - スタミュ—高校星歌劇— ドラマCD 幼なじみメランコリー2 〜辰巳＆申渡編〜※『シルフ』2016年10月号付録
- STORM LOVER シリーズ（七尾椎名）
  - STORM LOVER 2nd ドラマCD 〜臨海学校、その夜〜
  - STORM LOVER 2nd ドラマCD 〜ナンバーワン執事を決めろ〜[690]
  - STORM LOVER カップルデートCD -LOVERS COLLECTION- Vol.6「BABY DISC -立夏＆椎名-」
- 青春はじめました! 「奏とことりと灰時と湯喜彦が自己紹介はじめました！編」（陸野奏[691]）※『B's-LOG』2013年8月号付録
- ドラマCD セン恋。 After Story めぐりあいて 恋紫 国語の先生編（真木透）
- ドラマCD 戦刻ナイトブラッド（伊達成実）
- ドラマ寄席CD 戦国BASARA -徳川家康&石田三成-（柴田勝家[692]）
- 戦国武友伝 肆の巻 〜信長秘帖〜（森蘭丸）
- sola 〜イツカノソラ〜（森宮依人）
- DYNAMIC CHORD シリーズ（珠洲乃千哉）
  - DYNAMIC CHORD vocalCDシリーズ vol.2 Liar-S ※ドラマパート
  - DYNAMIC CHORD love U kiss series vol.5 〜珠洲乃千哉〜
  - DYNAMIC CHORD shuffle CD series vol.2 KICKS
  - DYNAMIC CHORD Vacation Trip CD series Liar-S
  - DYNAMIC CHORD shuffle CD series 2nd vol.3 Sugar★Toxic★Panic
- ダブルクロスThe 3rd EditionドラマCD・デイズ（鷺乃宮キョウ）
- 魂☆姫（五神トモノリ）
  - 魂☆姫 特別版 ※『月刊コミックラッシュ』2010年3月号付録
- ダンジョンに出会いを求めるのは間違っているだろうか外伝 ソード・オラトリア「ファミリア・レクリエーション」（ベート・ローガ）※小説第10巻ドラマCD付限定特装版
- 超訳百人一首 うた恋い。（藤原定家）
- Dollyholic case:03 全壊チェリータルト（バティスト[693]）
- 十鬼の絆 シリーズ（千鬼丸）
  - 十鬼の絆 ドラマCD 〜大原女騒動〜[694]
  - 十鬼の絆 ドラマCD 〜伝説の果実〜[695]
  - 十鬼の絆 花結綴り ドラマCD 男達の親睦会 〜鬼鍋を囲んで〜[696]
  - 十鬼の絆 花結綴り ドラマCD 男達の試練 〜鬼の湯への道のり〜
- 「刻の男組（ときのスーパーヒーロー）」第4弾「チビッコ☆一寸法師」（平道隆）
- となりの怪物くん（佐々原宗平〈ササヤン〉）※コミックス第7・9巻特装版
- ドラキュラ〜ふたりの吸血鬼〜（ミカエル）
- とらドラ! Drama CD Vol.1・2（男子生徒B）
- 鳥籠学級（子日一）
- 夏空のモノローグ オリジナルドラマCD（綿森楓）
- 隠の王 シリーズ（目黒俄雨[697]）
  - ドラマCD 隠の王 Vol.1 夏休み、別荘地盗難事件編
  - ドラマCD 隠の王 Vol.2 表に差す光、隠に降る雨
- ニーア レプリカント ウシナワレタコトバトアカイソラ（ニーア〈少年期〉[698]）
- 虹、甘えてよ。（安藤岳[699]）※『Cheese!』2018年5月号付録
- ドラマCD ねじ巻き精霊戦記 天鏡のアルデラミン（イクタ・ソローク[700]）
- ハカセがっ!!（ガルダ）
- 幕末恋愛録〜花魁道〜 ドラマCD お菓子編（原田佐之助[701]）
- 箱詰めCD2 吸血鬼と一緒に箱詰め（吸血鬼 弟[702]）
- バツイチもいい男の条件ですか？（笹山トオル）※DL販売
- ドラマCD 八犬伝―東方八犬異聞― 第弐巻（天狐）
- 初恋限定。（寺井春人）
- 初恋モンスター シリーズ（篠原耕太[703]）
  - ドラマCD 初恋モンスター
  - コミックス第1巻、第3巻 - 第6巻ドラマCD付き特装版
- √HAPPY+SUGAR=DARLIN シリーズ（里美環[704]）
  - √HAPPY+SUGAR=DARLIN 2nd 環[705]
  - √HAPPY+SUGAR=IDOL 3rd 環
  - √HAPPY+SUGAR=VACATION 3rd 環
  - √HAPPY+SUGAR=SAND 2nd 環＆宙
- 花咲くまにまに シリーズ（藤重宝良[706]）
  - 花咲くまにまに ドラマCD 〜School of Dreams〜
  - 花咲くまにまに 落花流水 其ノ壱 谷和助・藤重宝良 編
  - 花咲くまにまに 落花流水 其ノ参 倉間楓編
  - 花咲くまにまに 〜吸血鬼の館〜
  - PSV版 花咲くまにまに キャラクターソングCDシリーズ 鏡歌水月 ※ミニドラマパート
- 華ヤカ哉、我ガ一族 シリーズ（宮ノ杜雅）
  - 華ヤカ哉、我ガ一族 ドラマCD 「賑わいませう、星降る聖夜に」
  - 華ヤカ哉、我ガ一族 キネマモザイク ドラマCD 〜宮ノ杜とらぶる〜
  - 華ヤカ哉、我ガ一族 ドラマCD 「御杜銀座帝国最強呪いの宮ノ杜パーラー」[707]
  - 華ヤカ哉、我ガ一族 ドラマCD 「宮ノ杜兄弟創作カレー」[707]
- Drama CD 薔薇嬢のキス〜rose1・2〜（ニヌファ）
- 遙かなる時空の中で5 夜明け前 壱・弐（沖田総司）
- ハルチカ〜ハルタとチカは青春する〜 ドラマCD「文化祭オペレッタ」（檜山界雄[708]）
- ハンサムロンダリング case.2（空閑巴[709]）
- ピオフィオーレの晩鐘 ドラマCD 〜Mascherata di mezzanotte〜（楊[710]）
- ピカ☆イチ（鈴木太郎[711]）※コミックス第4巻CD付き特装版
- humANdroid 〜マイカノセンゲン〜 Vol.1 Type S （蘇芳柊夜）
- BROTHERS CONFLICT シリーズ（朝日奈光）
  - BROTHERS CONFLICT キャラクターCD (6) 光&右京
  - BROTHERS CONFLICT ドラマCD 兄弟（おれ）たちの日常
  - ドラマCD BROTHERS CONFLICT 13Bros.MTG
  - BROTHERS CONFLICT キャラクターCD 2ndシリーズ (4) with 光＆琉生
- BLACK WOLVES SAGA -Last Hope- Song collection 「Tears」（パール）※ミニドラマパート
- フリージング（アーサー）※コミックス第14巻ドラマCD付き限定版
- プリンス・オブ・ストライド シリーズ（藤原尊）
  - プリンス・オブ・ストライド オーディオドラマ LET THE WIND BLOW
  - プリンス・オブ・ストライド ラジスト! ミニドラマ集
  - TVアニメ「プリンス・オブ・ストライド オルタナティブ」オーディオドラマ TAKE A DAY OFF[712]
  - プリンス・オブ・ストライド オーディオドラマシリーズ Autumn Fes.
  - プリンス・オブ・ストライド オーディオドラマ MY FIRST LOVE Vol.2 藤原尊&桜井奈々[713]
- BLUE ROSES 〜妖精と青い瞳の戦士たち〜 ドラマCD 「AFTER BLUE STORY」（ヒース[714]）
- Bremen -Departure-（古賀響平[715]）
  - Bremen vol.2 Kyohei
- ドラマCD 文豪シリーズ 第2巻 文豪失格（中原中也[716]）
  - ドラマCD 文豪シリーズ 新作第1弾 不良文豪とホスト
  - ドラマCD 文豪シリーズ 文豪探偵団
- ヘルズキッチン（守屋悟）
  - ヘルズキッチン オリジナルドラマCD「呪われし鍋」※コミックス第5巻ドラマCD付き限定版
- PERSONA -trinity soul- The Sound of Christmas（神郷慎）
- ポーの一族 第三巻（ユーシス）
- 僕のヒーローアカデミア（爆豪勝己[717]）※コミックス第7巻ドラマCD同梱版
- POSSESSION MAGENTA ドラマCD Vol.1 - 3（桃井優一郎）
- マジナ! voice-MIX シリーズ（馬未塚朋孝）
  - マジナ! voice-MIX 〜コーライト〜
  - マジナ! voice-MIX 〜ソーダライト〜
  - マジナ! voice-MIX 〜フローライト〜
- 機巧少女は傷つかない（ロキ）※文庫4巻CD付き特装版（Side-A 長編ドラマパートのみ）
- 迷い猫オーバーラン! ドラマCD（都築巧）
- まりあ†ほりっく 御星の森放送部 ドラマCD 藤一郎と竜胆のトキメキ☆ひみつ会議（汐王寺竜胆）※『月刊コミックジーン』2011年創刊号付録
- 明治東亰恋伽 シリーズ（泉鏡花）
  - めいこい音声劇場 明治東亰恋逢 〜鏡花・八雲編〜
  - めいこい音声劇場 恋綺譚 〜第一幕〜・〜第二幕〜・〜第三幕〜
  - 明治東亰恋伽〜吸血鬼の館〜
  - めいこい音声劇場 安眠シチュエーションCDシリーズ4 早く寝なよ、このグズ 〜泉鏡花編〜
- 妄想エステ（櫻内規）
- 「もふドル」 ドラマCD 「もふドラ〜孤島殺もふ事件編〜」（江ノ島晴）
- ドラマCD ももくり（桃月心也[718]）
- 柚子ペパーミント（ハッサク五郎）
- 夢色パティシエール きらきら☆ミュージック（樫野真）※ミニドラマ内に出演
- ゆめだん Second Night（彗斗・シュナイダー[719]）
- 百合男子 ドラマCD（武蔵野弘之）
- 宵夜森ノ姫 ドラマCD 宵夜森式生活術（ウルリヒ[720]）
- Real Rode シリーズ（ロデオ）
  - Drama CD Real Rode 〜Pure White Disc〜
  - Drama CD Real Rode 〜Noble Black Disc〜
- 理系男子。 シリーズ（水ノ素爆）
  - 理系男子。 〜ぼくらの夏合宿〜
  - 理系男子。 〜ぼくらの修学旅行 in 京都〜
  - 理系男子。 〜ぼくらの文化祭〜
- 理想彼氏 第3弾 甘えっこタイプ
- ROOT∞REXX Vol.1（白石聡真[721]）
- レモンスカッシュスコア Vol.1「HONEY FLOWER/We wanna Dive!」（梅津駿介[722]） ※ドラマパート部分
  - レモンスカッシュスコア Vol.2「Wizards/ACCELERATION」 ※ドラマパート部分
- 私がモテてどうすんだ（芹沼拓郎）※コミックス第5・7巻ドラマCD付き特装版

### BLCD
- 間の楔 シリーズ（ガトー）
  - 間の楔II 〜NIGHTMARE〜
  - 間の楔III 〜RESONANCE〜
- あざやかな恋情（嶋木）
  - しなやかな熱情 3作品購入特典CD（犯人）
  - しなやかな熱情 1.5番外編 さらさら。（嶋木、男A）
- 犬も歩けば恋をする（田中課長）
- 美しいひと（ヤヤ）
- 裏切り者のラブソング2（リー[723]）
- SとN（瀬戸口和史[724]）
- 世界一初恋 シリーズ（木佐翔太）
  - 世界一初恋 〜小野寺律の場合+吉野千秋の場合〜
  - 世界一初恋2 〜吉野千秋の場合+小野寺律の場合〜
  - 世界一初恋 小野寺律の場合 ショートドラマ&キャストトーク ※『CIEL』2009年3月号付録
  - 世界一初恋 小野寺律の場合 ショートドラマ ※『CIEL』 2011年1月号付録
- 絶対BLになる世界VS絶対BLになりたくない男（真山真純）
  - 絶対BLになる世界VS絶対BLになりたくない男 2 - 5
- 全寮制櫻林館学院 シリーズ（紺野真琴）
  - 全寮制櫻林館学院〜ルネサンス〜
  - 全寮制櫻林館学院〜ロマネスク〜
- 追憶のキスを君は奪う（和希）
- DEAD シリーズ（マシュー・ケイン）
  - DEADLOCK
  - DEADHEAT
- 花は咲くか 1・2（水川菖太）

### 朗読・シチュエーションCD
- 憧れのお店屋さんシリーズ Vol.4 憧れのヘアサロン編（渋谷タクト）
- 雨枕二期 四葉（真倉四葉[725]）
- E:RObotts Model.917/東雲（東雲[726]）
- イケメン革命◆アリスと恋の魔法 シチュエーションCD〜Happy Birthday to you〜 ランスロット＝キングスレー編（ランスロット＝キングスレー[727]）
- いちばん・ときめく! CDシリーズ（荻野目秋彦）
  - いちばん・ときめく! CDシリーズ 四季彼氏 2nd Season:秋
  - いちばん・ときめく! CDシリーズ 四季彼氏 二年目 1st Season:秋
- オ・ト・ナ限定 お咎めCD Penalty I（河原和己[728]）
- オネェパラダイス フォトグラファー 辻本楓（辻本楓[729]）
- おほしさまのねがい（ひこくん[730]）
- 葛藤CD〜天使と悪魔のささやき合戦〜第三巻・修羅場編（天使＆悪魔 ほか[731]）
- 渇望メソッド シリーズ（夏木[732]）
  - 渇望メソッド、てのひら合わせ
  - 渇望メソッド、梟は夜に哭く 二ノ仔
- KISS×KISS collections Vol.17 わかぞーキス（草野守[733]）
- Guilty7 Vol.3 貪欲編（玉城強哉[734]）
- KLAP!! 〜Kind Love And Punish〜 キャラクターCD vol.5 播磨奏（播磨奏[735]）
- 幻妖綺〜猫ノ贈リモノ〜（雪邑[736]）
- 恋するサリエル -死神の料理-（マシバダン[737]）
- Theatrium 虚像の庭 escapeI 武登弓弦（武登弓弦[738]）
- 塩系男子〜同居人 相良響の場合〜（相良響[739]）
- 週刊添い寝CD vol.08 涼（涼[740]）
- 助手席彼氏CD3 ふたりっきりのシーサイドドライブ
- スイーツ男子CD Vol.3 ふわっふわカッテージチーズ入りパンケーキ編（川島陸）
- 大正黒華族 第一章 ヒイロ（玖珂ヒイロ[741]）
- 痴人の愛 朗読CD付 ※小説に付属[742]
- CHIME OUT Lesson 6 美術のセンセイ（小神野周[743]）
- CHU♥LDK Vol.2 新矢（新矢[744]）
- 超接近型 ささやき密着CD4 占い師・沢種九十九の人生相談室（沢種九十九）
- 年下彼氏 アイドル・桜樹空の場合（桜樹空[745]）
- 匂いまで愛されるCD 薔薇の香水師 No.03 銀月ダイヤ（銀月ダイヤ[746]）
- ぬいぐるみと私 〜げんきなウサ子〜（ウサ子[747]）
- ハートサプリメントシリーズ スキマタイム〜Monday〜（晴一[748]）
- Honeymoon vol.14 海棠歩（海棠歩）
- Perfumer 〜私の調香師〜 Perfumer.I 皇花ユキト（皇花ユキト）
  - Perfumer 〜私の調香師〜 2nd Season Perfumer.I 皇花ユキト（皇花ユキト[749]）
- ピオフィオーレの晩鐘 Character Drama CD Vol.4 楊（楊[750]）
- 羊でおやすみシリーズ Vol.23 明日のためにいい夢を[751]
- ピリオドキューブ Quest1 ヒロヤ（ヒロヤ[752]）
- Photograph Journey 〜in Kanagawa〜（譲原宝良[753]）
- ふたりきねんび。（鷹谷甫[754]）
- 文豪とアルケミスト 朗読CD 第19弾 谷崎潤一郎（谷崎潤一郎[755]）
- ベストプレイス〜はじめての体温〜 橘りょう（橘りょう[756]）
- マイカレ〜Second Kiss〜 Vol.2 フレデリック・J・ライオネル編（フレデリック・J・ライオネル）
- ミラクル☆トレイン エスコートボイスCD 築地市場遠哉（築地市場遠哉）
- もふドル Vol.1 江ノ島晴（江ノ島晴[757]）
- もんだいフード★モンスターズ MENU2 モンダイ・ナゲット（モンダイ・ナゲット[758]）
- LOVE×EXERCISE vol.1 〜あなたのダイエットをアメとムチで指導するCD〜（如月陽輝[759]）
- RUNLIMIT —CASE5 有馬春—（有馬春[760]）
- 朗読CD 官能昔話8〜お姫様物語〜[761]
- 朗読CD 心あたたまる物語 Vol.3（〜友情編〜「君の言葉」）
  - 心あたたまる物語外伝 その2（「空と海の絵」）
  - 心あたたまる物語外伝 SP 限定オマケディスク 〜二十四の台詞集〜（「牧田の人生論」）
- Audible ボンボンと悪夢（朗読[762] ）

### 吹き替え

#### 担当俳優
フレディ・ハイモア
- ベイツ・モーテル（2014年 - 2018年、ノーマン・ベイツ）
- グッド・ドクター 名医の条件（2018年 - 、ショーン・マーフィー）
- レオナルド 〜知られざる天才の肖像〜（2021年、ステファノ）

#### 映画（吹き替え）
- アーロン・ストーン（2009年、ジェイソン・ランダース〈デヴィッド・ランバート〉）
- ハリー・ポッターと謎のプリンス（2009年、マーカス・ベルビィ〈ロブ・ノックス〉）
- お兄ちゃんはデンマザー（2011年、グース〈デヴィッド・ランバート〉）

#### ドラマ
- ステート・オブ・プレイ〜陰謀の構図〜 #1（2008年）
- CSI:8 科学捜査班 #10（2009年、トミー・ハルパート）
- パワーレンジャー・ミスティックフォース（2012年、チップ / イエローレンジャー[766]）
- ピオリアのプリンス（2018年、テディ〈セオドア・バーンズ〉）
- ミズ・マーベル（2022年、カリーム〈アラミス・ナイト〉[767]）

#### アニメ
- 最後の召喚師 -The Last Summoner-（2023年、アジェ[768][769]）
- フェ〜レンザイ -神さまの日常-（2023年、ジュウイチゲツ[770]）
- ストールンプリンセス:キーウの王女とルスラン（2023年、レスター[771]）
- ウィッシュ（2023年、サフィ[772]）
- 烈火澆愁（2024年、羅翠翠 / ルオ・ツイツイ[773]）

### ラジオ
※はインターネット配信。
- そらいろらじお（2007年、BEAT☆Net Radio!※・ランティスウェブラジオ※）7月度パーソナリティ
- ペルソナ ラジオ（2007年 - 2008年、音泉※）
- 隠の王 WEBラジオ/灰狼衆編「灰狼衆にいらっしゃい」（2008年 - 2009年、公式サイト内※）
- 明日のよいちらじを!（2008年 - 2009年、音泉※）
- レギオスのらじおッス!（2008年 - 2009年、アニメイトTV※・マリン・エンタテインメント内※）
- ラジオ☆ロデ（2008年 - 2009年、アニメイトTV※・マリン・エンタテインメント内※）
- ケミカル・リアクション!! 理系男子。 WEB RADIO（2009年、アニメイトTV※）
- 超!A&G+スペシャル2010 明けました、おめでタイガー!（2010年、超!A&G+※）
- RADIO 4Gamer（2010年 - 2014年、超!A&G+※）
- 聖剣の刀鍛冶トリビュート（ナビゲーター）（2010年、超!A&G+※）
- 青エクラジオ みんなで魔神（サタン）を倒し魔SHOW!（2011年 - 2012年、HiBiKi Radio Station※）
- 世界一初恋 〜WEBラジオの場合〜（2011年 - 2012年、音泉※・ランティスウェブラジオ※）
- KENN&岡本信彦のRadioアニメロミックス（2011年 - 2012年、文化放送※）
- はぐれラジオ（2012年、音泉※・ランティスウェブラジオ※）
- 神様はじめました 巴衛と瑞希のミカゲ社通信（2012年 - 2013年、HiBiKi Radio Station※・音泉※）
- ラジオ コード：ブレイカー ―目には目を、歯には歯を、ラジオにはラジオを!?―（2012年 - 2013年、HiBiKi Radio Station※・音泉※）
- ラジオ アラタカンガタリ 〜らじかん〜（2013年、ラジオ大阪・アニメイトTV※・ランティスウェブラジオ※）[774]
- 木村良平・岡本信彦の電撃Girl'sSmile（2013年 - 、アニメイトTV※）
- 岡本信彦のアナログゲームを教えてあげる☆（2015年、超!A&G+※）
- RADIO 4Gamer Tap(仮)（2015年 - 、超!A&G+※）
- ラジオ・オブ・ストライド オルタナティブ（2016年、アニメイトTV※）
- 僕のヒーローアカデミア ラジオ オールマイトニッポン（2016年 - 2017年・2021年 - 、音泉※）[775]
- めいこいラヂオ 浪漫deナイト（2016年 - 2022年、LOVE&ART※、ニコニコチャンネル※）[776]
- TVアニメ「青の祓魔師 京都不浄王篇」ラジエク！ ラジオの祓魔師！（2017年、音泉※）[777]
- 津田健次郎&岡本信彦「サイコパスマン」（2018年 - 2025年、LOVE&ART※、ニコニコ生放送※）[778]
- TVアニメ「殺戮の天使」さつてんラジオ（2018年、音泉※）[779]
- 岡本信彦のずっと僕のターン!!（2018年、マンガPark※）[780]
- 岡本信彦のひとくちPIKOフロート（2019年 - 2020年、文化放送・超!A&G+※、『A&G TRIBAL RADIO エジソン』内）[781]
- スマートニュースpresents 岡本信彦 王手飛車取りRadio（2021年、文化放送・超!A&G+※、『A&G TRIBAL RADIO エジソン』内）[782]
- 岡本信彦 あなたとデュオタイム（2022年12月、文化放送・超!A&G+※、『内田理央のレコメン!FRIDAY』内）[783]
- 岡本信彦のおやつタイム（2022年 - 、音泉※）[784]
- TVアニメ「ホリミヤ -piece-」 WEBラジオ 〜生徒会長が物申す！ジェネギャ☆ラジオ！〜（2023年 - 、超!A&G+※）[785]
- RECollection（2025年4月、Spotify※）- 月替わりパーソナリティ[786]

### ラジオ・トークCD
- DJCD 青エクラジオ みんなで魔神を倒し魔SHOW！ I - III
  - DJCD 青エクラジオ みんなで魔神を倒し魔SHOW！ アニ店特急出張版
  - ラジオCD 青の祓魔師 京都不浄王篇 ラジエク！ ラジオの祓魔師！
- ラジオ アラタカンガタリ〜らじかん〜 VOL.1・2[787]
- 神様はじめました 巴衛と瑞希のミカゲ社通信 ラジオCD
- 木村良平・岡本信彦の電撃Girl'sSmile DJCD Smile 01 - 05[788]
- 月刊男前図鑑シリーズ特別編 月刊幕末図鑑 1 白盤・蒼盤（桂小五郎）
- コード:ブレイカー ―目には目を、歯には歯を、ラジオにはラジオを!―  Vol.1[789]
- ラジオCD TVアニメ「鋼殻のレギオス」Webラジオ レギオスのらじおッス![790]
- ラジオCD TVアニメ「鋼殻のレギオス」Webラジオ レギオスのらじおッス! 2
- 世界一初恋 〜ラジオCDの場合〜[791]
- 世界一初恋 〜ラジオCDの場合2〜・〜ラジオCDの場合3〜・〜ラジオCDの場合4〜
- 戦国BASARAマガジンCD 笑劇BASARAとーく! 第5巻 左近＆勝家の巻 すぺしゃる盤[792]
- ダイヤのA 〜ネット甲子園〜 Vol.2[793]
- DJCD 隠の王 Vol.1 - 3[794]
  - 隠の王ラジオ 出張版 ※『月刊Gファンタジー』2008年9月号付録
- 八犬伝―東方八犬異聞― 新録ラジオ集 DJCD Vol.1[795]
- BROTHERS CONFLICT シリーズ[796]
  - DJCD BROTHERS CONFLICT サンラジオ・レジデンス vol.1 - 3
  - DJCD BROTHERS CONFLICT サンラジオ・レジデンス リターンズ
- 「プリンス・オブ・ストライド オルタナティブ」 WEBラジオ ラジスト!オルタナティブ DJCD[797]
- ラジオCD「ペルソナ ラジオ」Vol.1・2[798]
- ラジオCD「僕のヒーローアカデミア ラジオ オールマイトニッポン」 Vol.1・2[799]・6 - 8
- DJCD ラジオ☆ロデ Vol.1・2
- DJCD CHEMICAL REACTION!!「理系男子。」VOL.1

### パチンコ・パチスロ
- CR武神烈伝（森蘭丸[800]）
- CR天下烈伝（森蘭丸）
- シスタークエスト2〜魔剣の騎士と白銀の巫女〜（ルシアス[801]）
- 戦空のキセキ SKY LOVE（トリル・ヘイワード[802]）
- スカイラブ3・4（トリル・ヘイワード[803]）
- ゲゲゲの鬼太郎 ブラック鬼太郎の野望（ブラック鬼太郎）
- ウィッチマスター（レオ・フォルト[804]）
- デビルサバイバー2 最後の7日間（ダイチ〈志島大地〉[805]）
- TIGER & BUNNY（イワン・カレリン）
  - TIGER & BUNNY SP
  - P TIGER & BUNNY
- 政宗3（真田幸村）
- 政宗 戦極（真田幸村[806]）
- Pとある科学の超電磁砲（一方通行〈アクセラレータ〉）
- e Re:ゼロから始める異世界生活 season2（ガーフィール）
- Pとある魔術の禁書目録2（一方通行〈アクセラレータ〉）
- スマスロ 一方通行 とある魔術の禁書目録（一方通行〈アクセラレータ〉）

### デジタルコミック
- 疑似ハーレム（2020年、北浜瑛二[807]）
- 山科ティナ×arの妄想ストーリー シリーズ（2021年、男性）
  - 春の恋のはじまり[808]
  - 年上彼氏と初デート[809]
  - 花火大会の夜[810]
  - クリスマスの奇跡[811]
- 黒鉄のヴァルハリアン（2021年、相馬鉄二朗[812]）
- アヤシモン（2022年、海堂マルオ[813]）
- 勇者ご一行の帰り道（2022年、勇者の弟[814]）
- ミーシア（2022年、川永悠真[815]）
- ねぇねぇ、ねねさん。（2022年、凛太郎[816]）
- かぎぎつね（2022年、狛狐〈もう一体の方〉[817]）
- ジュース（2022年、ナレーション[818]）
- 五次請けの殺し屋（2022年、ジェスウ[819]）
- アウトオブドラゴン（2022年、ルーカス[820]）
- 花ふるコロニーロット〜26歳OL、ガーデニング男子に弟子入りする〜（2022年、遠野アルバート蓮[821]）
- 博士と助手と冷凍庫（2022年、男の子[822]）
- 世界のおわりのペンフレンド（2022年、アニメーターの友人[823]）
- 骸骨と恋はできるのか（2022年、アーヴェン[824]）
- 4分間の終わりに（2022年）[825]
- 七瀬くんの天職（2022年、七瀬航[826]）
- FLEAGHT-フリート-（2022年、ミノル一等兵[827]）
- ふしぎな鳥のヤッキ（2022年、ネギー[828]）
- 後ろの四天王（2022年、マクス[829]）
- 悪魔の擬態（2022年、チェルベート[830]）
- ジェナダイバージョン3to1（2022年、ゲラルト[831]）
- Dear XXXX（2022年、ナホホ[832]）
- 君が好きだと叫ばせたい（2022年、暦[833]）
- マーガレット2044（2022年、滋場鉄和[834]）
- 暗殺犬モロ（2022年、日陰伊吹[835]）
- デビルズギフト（2022年、ルシファー[836]）
- MAKE HERO（2023年、花田優斗[837]）
- 気になる気になる地縛霊（2023年、新しい居住者[838]）
- 天空の保育士（2023年、アポロ[839]）
- 片腕のエイミー（2023年、犬[840]）
- フラグ中尉（2023年、エリオル少尉[841]）
- ヤンキー君と科学ごはん（2023年、犬飼千秋[842]）
- 魔窟の灯籠（2023年、エンジ[843]）
- お前妹じゃなくて許嫁だったのかよ!?（2023年、椎名隆[844]）
- キメラと体目当ての博士（2023年、セリヌンティウス[845]）
- エレクトピア（2023年、新辺羊[846]）
- 死神の初恋（2023年、浅彦[847]）
- くるくるくるま ミムラパン（2023年、ミムラ[848]）
- レ・セルバン（2023年、イリア兵[849]）
- ラストカルテ -法獣医学者 当麻健匠の記憶-（2023年、茨戸爽介[850]）
- 蟲愛づる姫君の結婚 〜後宮はぐれ姫の蠱毒と謎解き婚姻譚〜（2023年、楊鍠牙[851]）
- ギュゲスのふたり（2023年、ごみ収集作業員[852]）
- ストロベリームーン（2023年、佐藤日向[853][854]）
- レッドブルー（2023年、鈴木青葉[855]）
- 白山と三田さん（2023年、ゾンビ、ボス[856]）
- 暁の神威 -光ノ在り処-（2023年、アタウ[857]）
- 火の神さまの掃除人ですが、いつの間にか花嫁として溺愛されています（2023年、鳴海[858]）
- あおざくら 防衛大学校物語（2023年、近藤勇美[859]）
- オヤジとにゃん吉（2023年、にゃん吉[860]）
- タタリ（2023年、成川武[861]）
- 双影双書（2023年、斉達[862]）
- 幻狼潜戦（2024年、ウルト[863]）
- 竜送りのイサギ（2024年）[864]
- 魔々勇々（2024年、コルレオ[865]）
- 小さい僕の春（2024年、鈴木草太[866]）
- ミモザイズム（2024年、福沢[867]）
- 恋わずらいのエリー（2024年、近江章[868]）
- 冥天レストラン（2024年）[869]
- 限界！推し活伝説YOSHIO（2024年、布瀬[870]、客など）
- みずぽろ（2024年、信濃[871]）
- ハローデザイア（2024年、ナレーション[872]）
- 灰被り姫は結婚した、なお王子は（2024年、頼久[873]）
- 後宮を追放された稀代の悪女は離宮で愛犬をモフモフしてたい（2024年、傑倫[874]）
- コータロー君は嘘つき（2025年、岡田光太郎[875]）

### ナレーション
- SDガンダム カプセルファイターオンライン テレビCM（2010年）[876]
- ニンテンドー3DSドラゴンクエストVII エデンの戦士たち テレビCM（2013年）[877]
- KiramuneカンパニーR/L（2016年5月13日・28日、2017年3月17日・25日、6月16日・24日、フジテレビNEXT/フジテレビTWO）
- 舞台「青の祓魔師 -京都紅蓮篇-」CM（2016年）[878]
- 一・二・三! 羽生善治の大逆転将棋（2018年1月3日・2019年1月3日・2020年1月2日、NHK BSプレミアム）
- 丸美屋 麻婆豆腐の素 「鼻歌篇」「緊迫篇」「スピード篇」「甘い声篇」「○○と言ったら篇」ラジオCM（2019年）[879]
- 映画『魔女がいっぱい』特別映像「魔女の見分け方講座」（2020年）[880][881]
- Aマッソのがんばれ奥様ッソ!（2021年12月27日 - 30日、BSテレ東）[882]
- ドーナツトーク（2022年 - 2024年、中部日本放送・TBS系列）[883]
- ネスレ日本「聴きスターバックス」（2022年）[884]
- ウエルシア薬局 店内CM（2022年）[885]
- TOFU Studio『魔王と踊ろう〜クズどもに愛されし転生王〜』テレビCM（2022年、勇者ルクシス[886][887]）
- 森永製菓 チョコホリックモンスター WEB動画（2023年）[888][889]

### PV
- 神様の御用人（2020年、萩原良彦[890]）
- ドラゴンクエストX 天星の英雄たち オンライン プロモーション映像「ドラクエインパルス」（2021年）[891][892]
- デッドアカウント 第1巻発売記念PV（2023年、縁城蒼吏[893]）
  - デッドアカウント 第8巻発売記念PV（2024年、縁城蒼吏[894]）
- ラプソディ・イン・レッド 第1巻発売記念PV（2023年、大河寅雄[895]）
- 余命僅かだと思ってました！（2023年、アスラハン[896]）
- サクラ、サク。 標準語Ver.・博多弁Ver.（2023年、井竜奏多[897]）
- フェルマーの料理 第4巻発売記念PV（2023年、朝倉海[898]）
- 森永製菓 ICE BOX「今日暑すぎんだろ！」（2024年）[899]
- 森永製菓 砕 ホワイトチョコの白い衝撃篇（2024年）[900]
- ヤンキー君と科学ごはん 第5巻発売記念PV（2024年、犬飼千秋[901]）
- 横浜アウトサイダーズ 週刊連載開始記念PV（2024年、白井龍希[902]）
- ファントムバスターズ 第4巻発売記念PV（2024年、宍喰野虎落[903]）
- 魔王城の料理番 〜コワモテ魔族ばかりだけど、ホワイトな職場です〜 第4巻発売記念予告PV（2025年、ラガラン[904]）
- 篝家の8兄弟 第1巻発売記念PV（2025年、桃吾[905][906]）

### テレビ番組
※はインターネット配信。
- 玉ニュータウン（テレビ埼玉、校長）※声の出演
- KiramuneカンパニーR/L（2015年 - 2019年、フジテレビNEXT/フジテレビTWO）
- あにむす!「浪川大輔と岡本信彦のおつかれ3」（2015年 - 2016年、テレビ東京）[907]
- 橋本道場 負けて勝つ!（2016年、ぽにちゃん※）
- 喫茶安元〜アナログゲームはじめました〜（2017年、サンテレビ）[908]
- ボドゲであそぼ（2018年、TOKYO MX）[909]
- ボドゲであそぼ2ターンめ！（2019年、TOKYO MX）
- アニソン!プレミアム!（2020年5月・2021年2月、NHK BSプレミアム） - マンスリーMC[910]
- 浪川&岡本 ボイコミラボ（2022年3月30日 - 2024年7月1日、BSJapanext）[911]
- 声優と夜あそび（2022年 - 、ABEMA※）[912]
- 自称声優（2022年 - 2023年、DMM TV※）[913]
- 2023新春将棋バトル!バラエティー五番勝負（2023年1月2日、NHK Eテレ）[914]
- 声優に丸なげ！（2024年、CBCテレビ・BS11）[915]

### CM
- Spoon Radio Japan「音声配信アプリSpoon」ABEMA内CM「声で広がる、新しい舞台」篇（2024年、実写出演[916][917]）
- ソフトバンク「神ジューデンガール」篇（2024年、実写出演[918][919]）
- 日清食品 どん兵衛「裏どん兵衛わかんないよ！ 篇」（2024年、安藤寿来[920][921]）
- サントリーフーズ クラフトボス 世界のTEA「『ハムスティータイム』 岡本信彦篇」（2025年3月 - 、実写出演・ハムスティー（声）[922]）

### 映像商品
- 青の祓魔師 BLUE NIGHT FES.[923]
- AD-LIVE 2015 第4巻[924]
  - AD-LIVE 2023 第5巻
- 暗殺教室 スペシャルイベント 卒業の時間
- 池袋ナイトアウルテールズ（鳴海、待鳥）[925]
  - 池袋ナイトアウルテールズ2
- WAVE!!〜サーフィンやっぺ!!〜 〜Show must go on!!〜[926]
- 裏切りは僕の名前を知っている ワルプルギスの宴 イベントDVD
- 江口拓也の俺たちだっても〜っと癒されたい！ 3
- 岡本信彦&前野智昭 のぶ旅ハワイ with WAVE!![927]
- オカモトラベル〜富士“初”登山＆ご来光ツアー〜
- オカモトラベル〜南米年越し弾丸ツアー前編〜
- オカモトラベル〜南米年越し弾丸ツアー後編〜
- オトメイトパーティー♪2011・2012・2014 - 2019・2022・2023
- 柿原徹也&西山宏太朗「ちょいもTV in GUAM」[928]
- 柿原徹也のひざくりげ ひびけ! 戦国名言編 Vol.3 徳川家康編[929]
- 柿原徹也のひざくりげ DVD発売記念スペシャルイベント 〜かきくり思い出名言帳〜[930]
- 梶100!〜梶裕貴がやりたい100のこと〜 セレクション 1巻[931]
- 喫茶安元〜アナログゲームはじめました〜 DVD[932]
- Kiramune Music Festival シリーズ
  - Kiramune Music Festival 2012 Live DVD
  - Kiramune Music Festival 2013 - 2018 Live DVD & Blu-ray
- 斉藤壮馬の和心を君に 其の弐 1・2巻[933]
- 魚介類（シーフードガール） 山岡マイコ[934]
- 下野紘のおもてなシーモ! 第5巻[935]
- 下野紘の目覚めしもの Vol.1[936]
- 人狼バトル〜人狼vs騎士〜[937]
- スカーレッドライダーゼクス NEW DAYS 2016 春のサブミッション イベントDVD[938]
- STORM LOVER 夏恋嵐 イベントDVD[939]
- STORM LOVER 2nd LUCKY SUMMER VACATION イベントDVD[940]
- STORM LOVER シリーズ合同バカップル祭 イベントDVD
- 声優が語る怖い話
  - 声優が語る怖い話 第弐幕・第参幕
- 声優だって旅します VOL.1 諏訪部順一・岡本信彦/北海道編[941]
- 声優だって旅します スペシャルイベント-声優だって旅しました! 旅の思い出は○○だったね-[942]
- 声優に丸なげ！ VOL.3[943]
- 戦国BASARA バサラ祭2014〜新春の宴〜
- 戦国BASARA バサラ祭2015〜冬の陣〜
- 戦国BASARA バサラ祭2017〜もののふ語り〜
- TIGER&BUNNY HERO AWARDS 2011
- 超電導dB 今宵、アフレコブースで。
- 超電導dB SHOW MUST GO ON
- つれゲーVol.3 阿部敦＆岡本信彦×地球防衛軍4[944]
- デッドロックド・ディティクティヴズ〜百万探偵都市の史上最悪密室〜
- デッドロックド・デリヴァリーズ〜百万探偵都市の殺人宅配〜
- 浪川大輔と岡本信彦のおつかれ3 全3巻[945]
- 浪川大輔のパリピ![946]
- 浪川大輔のヤバい!たのしくなってきちゃった! 第2巻[947]
- ネオロマンスシリーズ
  - バラエティDVD 遙かなる時空の中で 八葉爛漫
  - バラエティDVD 遙かなる時空の中で5 八葉爛漫2
  - バラエティDVD 遙かなる時空の中で6 八葉爛漫3
  - ライブビデオ ネオロマンス♥フェスタ 遙か祭2011 〜初春時代絵巻〜
  - ライブビデオ ネオロマンス♥フェスタ 遙か祭2011 〜桜花恋模様〜
  - ライブビデオ ネオロマンス♥フェスタ 遙か祭2012
  - ライブビデオ ネオロマンス♥フェスタ12
  - ライブビデオ ネオロマンス♥ライヴ 2011 Autumn
  - ライブビデオ ネオロマンス♥ハロウィンパーティー 2015
  - ライブビデオ ネオロマンス♥フェスタ 遙か祭2017 -Black Butterfly-
  - ライブビデオ ネオロマンス 20th アニバーサリー・イヴ
  - ライブビデオ ネオロマンス BRAND NEW SUMMER
- のぶ旅リゾート in HAWAII[948]
- のぶ旅リゾート in DUBAI[949]
- ノブチャンネル 〜岡本信彦 10周年記念番組〜[950]
- 八犬伝—東方八犬異聞— おいでませ古那屋 in 日比谷公会堂[951]
- 八犬伝—東方八犬異聞— おいでませ古那屋 in パシフィコ横浜
- プリンス・オブ・ストライド オルタナティブ FAN MEETING 2016 TO BE ALIVE[952]
- ボドゲであそぼ 1 - 4
- ボドゲであそぼ 2ターンめ! 1 - 4
- 明治東亰恋伽 シリーズ
  - 明治東亰恋伽〜ハイカラ浪漫劇場〜
  - 明治東亰恋伽〜ハイカラ浪漫劇場2 - 5〜
  - 明治東亰恋伽 ハイカラ浪漫劇場 〜Honeymoon〜
- 森川さんのはっぴーぼーらっきー VOL.22
- ゆーたく祭2015夏 〜アニミュージカル〜 in 舞浜アンフィシアター 昼の部 DVD[953]
- ゆーたく祭2015夏 〜アニミュージカル〜 in 舞浜アンフィシアター 夜の部 DVD[954]
- 宵夜森ノ姫 待宵月の円舞曲 イベントDVD[955]
- リトルアンカー DEAD OR LIVE イベントDVD[956]

### テレビドラマ
- わたしに運命の恋なんてありえないって思ってた（2016年12月20日、関西テレビ/フジテレビ系）※声の出演
- スーパーチューナー/異能機関（2018年、WOWOW・TOKYO MX） - ディーラー 役[957]
- 明治東亰恋伽（2019年） - 万年筆 役[958] ※声の出演

### 特撮
- 機界戦隊ゼンカイジャーVSキラメイジャーVSセンパイジャー（2022年、ポットデウスの声[959]）
- 仮面ライダーガッチャード（2024年、卵 / ニジゴンの声[960]、エルドラゴンの声[10]）
- 仮面ライダーガッチャード ザ・フューチャー・デイブレイク（2024年、ニジゴンの声）
- ホッパー1のはるやすみ（2025年、ニジゴンの声[961]）
- 仮面ライダーガッチャード GRADUATIONS（2025年、ニジゴンの声）

### 映画
- ヒカリ（2011年） - 浩太 役 ※声の出演[962]

### 舞台・朗読劇
- Kiramune Presents リーディングライブ（2013年 - 2020年）
  - 悪魔のリドル〜escape 6〜（一之瀬晴）[963]
  - 5コントローラーズ+1（Aoi）[964]
  - OTOGI狂詩曲（ただの太郎）[965]
  - パンプキンファームの宇宙人（パリティービット）[966]
  - Be-Leave（エリート）
  - カラーズ（黄金崎シンイチ）
  - 密室の中の亡霊 幻視探偵（斗真摂理）
  - 作るカノジョと僕らのテ（オズ）[967]
- AD-LIVE（2015年10月11日、三郷市文化会館 大ホール）[968]
  - AD-LIVE 2023（2023年11月11日、片柳アリーナ）[969]
- 音楽朗読劇『SOUND THEATRE チア男子!! 〜GO! 音劇男子!!〜』（2016年10月1日・2日、舞浜アンフィシアター） - 橋本一馬 役[970]
- 超電導dB SHOW MUST GO ON（2019年9月14日、恵比寿ザ・ガーデンホール）
- 池袋ナイトアウルテールズ2（2021年7月24日、Mixalive TOKYO）
- 演劇の毛利さん －The Entertainment Theater Vol.1 リーディングシアター『桜の森の満開の下』（2022年1月15日、サンシャイン劇場）[971]
- デッドロックド・デリヴァリーズ〜百万探偵都市の殺人宅配〜（2022年2月6日、Mixalive TOKYO） - ノロ 役[972]
- 朗読劇『Perfumer 〜私の調香師〜』（2022年4月17日、渋谷区文化総合センター大和田 さくらホール） - 皇花ユキト 役[973]
  - 朗読劇『Perfumer 〜私の調香師〜』第二回（2024年1月13・14日、シアター1010） - 皇花ユキト 役[974]
- THE CLASSICAL LEGEND!! ストーリー・コンサート session1 〜ドビュッシー編〜（2022年6月12日、東京オペラシティ コンサートホール）[975]
  - のだめカンタービレ・クラシックフェスティヴァル in KYOTO クラシカルLEGENDコンサート ドビュッシー愛の炎編（2024年5月5日、ロームシアター京都 サウスホール）[976]
  - THE CLASSICAL LEGEND!! コンサート session3 〜シューマン 愛の物語編〜（2025年2月23日、所沢市民文化センター ミューズ アークホール）[977]
- アニマックス朗読劇 『ハニーレモンソーダ』（2022年9月11日、ヒューリックホール東京） - 三浦界 役[978]
- 朗読劇『君の膵臓をたべたい』（2022年12月10・11日、ニッショーホール） - 僕 役[979]
  - 朗読劇『君の膵臓をたべたい』2025（2025年4月6日、日本青年館ホール） - 僕 役[980][981]
- 江戸川乱歩 名作朗読劇『孤島の鬼』（2023年1月28日、紀伊國屋サザンシアター TAKASHIMAYA） - 箕浦金之助 役[982]
- 音読stage Story of Songs（2023年2月11日、ヒューリックホール東京）[983]
- 朗読劇『ドリアン・グレイの肖像』（2023年5月6日、TOKYO FM HALL） - ドリアン・グレイ 役[984]
- リーディングシアター『四つの署名』（2023年8月5日、サンシャイン劇場）[985]
- 夏目漱石『夢十夜』朗読会（2023年9月27日、代官山鳳鳴館）[986]
- 声優×東洋大学 夏目漱石『こころ』講義つき読み聞かせ会（2024年3月2日、東京ウィメンズプラザ）[987]
- 朗読劇『むかしむかしあるところに、死体がありました。』（2024年4月20日、シアター1010）[988]
- ボイスコミックライブ 「マーガレット」「別冊マーガレット」創刊60周年記念公演（2024年5月18日、池袋HUMAXシネマズ）[989]
  - 『みにあまる彼氏』 - 日下部春希 役（代役）[注 1]
  - 『月のお気に召すまま』 - 滝島月 役
- 声優朗読劇フォアレーゼン「太陽が、痛いほどいっぱい」（2024年6月9日、沼津市民文化センター 大ホール） - アントニオ 役[991]
- 朗読劇「ニュー・ルネッサンス・イン・パリ」（2024年7月27日、博品館劇場） - イオ・ミン・ペイ 役[992][993]
- 朗読劇 READING WORLDユネスコ世界記憶遺産 舞鶴への生還『約束の果て』（2024年8月11日、舞鶴市総合文化会館）[994][995]
- SF空想科学朗読劇『宇宙戦争』(2025年1月11日、I'M A SHOW）[996][997]
- プレミア音楽朗読劇「VOICARION XIX〜スプーンの盾〜」（2025年1月25日、シアタークリエ） - カレーム 役[998]
- 朗読劇 SETO Reading Vol.1『お探し物は図書室まで』（2025年3月15日、瀬戸蔵 つばきホール）[999]
- マーダーミステリーシアター「殺意の代償」（2025年3月16日、品川プリンスホテル クラブeX） - 今泉潤 役[1000][1001]
- コメディ朗読劇CONTELLING「おとといの話」（2025年3月30日、ニッショーホール）[1002]
- アメツチ生演奏朗読劇「桜桃探偵舎」（2025年5月3日、日経ホール） - 太宰治 役[1003][1004]
- 朗読劇「新選組の恋〜春の在処〜」（2025年5月5日、博品館劇場） - 土方歳三 役[1005]
- 劇団ヘロヘロQカムパニー パノラマ朗読劇II「江戸川乱歩の少年探偵団」（2025年5月30日、シアターサンモール） - 明智小五郎 役[1006]
- 音楽朗読劇 READING HIGH premium「TAIL to TALE 〜Story from 義経千本桜〜」（2025年5月31日・6月1日、THEATER MILANO-Za） - 藤原泰衡 役[1007][1008]
- カナタpresents 「トライアングル」 〜島の声〜（2025年6月14・15日、テンブスホール）[1009]
- 朗読イベント 文豪とアルケミスト「幻想怪奇譚 〜帝國図書館文士劇〜」（2025年6月22日、日本教育会館 一ツ橋ホール） - 谷崎潤一郎 役[1010]
- 朗読劇 READING WORLD ユネスコ世界記憶遺産 舞鶴への生還『約束の鎮魂歌』（2025年8月2日 - 4日〈予定〉、舞鶴市総合文化会館）[1011]
- 岩井秀人（WARE）プロデュース『いきなり本読み！Voices』（2025年8月7日〈予定〉、草月ホール）[1012]
- こえかぶ 朗読で楽しむ歌舞伎〜梅と松と桜〜篇（2025年8月10日〈予定〉、三越劇場）[1013]
- 朗読劇『歌われなかった海賊へ』（2025年8月16日〈予定〉、シアター1010） - ヴェルナー・シュトックハウゼン 役[1014]
- 幻調乱歩4 夜明けに怯える怪機城（2025年8月31日〈予定〉、イイノホール）[1015]

### その他コンテンツ
- 東京ディズニーシー「マイ・フレンド・ダッフィー」（ティッピーブルー）
- セラピスト彼氏（赤髪セラピスト[1016]） - 着ボイス
- 萌えるチェスクロック 高機能対局時計縁台将棋（2011年）
- 小矢部市 オーディオドラマ「猛将 木曾義仲〜乱世に開いた希望の花〜」（2011年、楯親忠[1017]）
- ミニミニ CM（2011年 - 2014年、まもる君 / 結城守[1018]）
- こえぶろ（2013年） - 声優による声のブログを配信するサイト。[1019][1020]
- 美男秘密結社 フリーイケメンソン（2015年、魔洞アスカ[1021]）
- 幻獣王の心臓（2017年、西園寺颯介[1022]）
- いい声カレンダー 川島湊海ver.（2017年、学研ステイフル）
- 挙式VR（2018年、ヘンリー・A・スペンサー[1023]）
- Cheese!プレゼンツ「イケボ×少女マンガ原画展」音声ガイド（2018年、水越カイ[1024]）
- セブン銀行 セブンコンシェルジュ（2018年、燈野奏[1025]）
- 道の駅富士川楽座 プラネタリウム番組「星空の旅人 〜夏の星座〜」（2018年7月14日 - 9月2日・2019年6月15日 - 7月15日・2023年7月1日 - 9月3日、ナビゲーター[1026]）
- 京都国立博物館 特別展「京のかたな」匠のわざと雅のこころ特別展 音声ガイド（2018年9月29日 - 11月25日、膝丸[1027]）
- ダンロップ WINTER MAXX 02「ROAD TO YOU 〜星降る丘の約束〜」（2018年、柊悠人[1028]）
- 浅草鬼嫁日記 特別ショートムービー「浅草鬼嫁ぶらり旅」（2019年、津場木茜[1029]）
- ボイスドラマ 占いホストは耳元で囁く（2019年、煌月[1030]）
- ファイナルファンタジー ブレイブエクスヴィアス ファミリーマート「秋フェスタ2019」コラボ 店内放送（2019年、レイン[1031]）
- 阪急百貨店うめだ本店「バレンタインチョコレート博覧会2020」店内放送（2020年1月22日 - 2月14日）[1032]
- リアル謎解き恋愛ホラーゲーム「光と闇のバレンタイン〜不思議な廃墟からの脱出〜」（2020年2月7日 - 3月8日、フェイラー[1033]）
- 『虹、甘えてよ。』最新刊発売&配信記念 語りかけドラマ（2020年、安藤岳[1034]）
- 恋わずらいのエリー オミくんしんどいボイス（2020年、近江章[1035]） ※コミックス第11巻特典
- 「声怖」漆黒の怪談師×「ドライブインお化け屋敷in東京タワー」（2021年）[1036]
- ホリミヤ×smash. オリジナルミニドラマ「柳と桜」（2021年、柳明音[1037]）
- てにをは アルバム『NO BOY』初回限定盤ボイスドラマ「ヴィランズ」（2021年、織生空弦[1038]）
- 春日井製菓 黒あめ「深くてやさしいエピソード大賞」絵本朗読動画（2021年）[1039]
- モダン建築クロニクル（2021年、美市礼[1040]）
  - 京都市京セラ美術館 開館1周年記念展「モダン建築の京都」展示解説音声ガイド（2021年9月25日 - 12月26日）[1041]
- Mixalive TOKYO 7minutes Reading『5分間の人生相談』『迷惑な子どもたち』『幸福の定義』（2021年）[1042]
- HLC 「Restaurant if ハーヴェスト」（2022年3月19日 - 5月29日、エイドル・コルマキュル[1043]）
- マイナビニュース ストーリーから学ぶ、デビット活用術(5)（2022年、新井ゲンキ[1044]）
  - マイナビニュース 「浦島太郎」もしも昔話の世界に〇〇があったら…？（2024年）[1045]
- 聴くanime「彼岸のオルカ」（2022年、葦切深[1046]）
- ラジオドラマ「マガツノート」（2022年 - 2024年、光秀）
- 集英社文庫 ナツイチ2022『鉄道員』『不審者』朗読（2022年）[1047]
- バンダイナムコアミューズメント「戦慄教室」（2022年、旋律先生[1048]）
  - 戦慄教室2〜殺戮篇〜（2023年）[1049]
- LINEマンガ 耳で楽しむ声優WEEK『喧嘩独学』（2022年、新庄玲央[1050]）
- auコマース&ライフ 「耳福ホテルプラン」（2022年）[1051][1052]
- Euluca Lab. ラフアニメMV 天地人妖（2022年、甲斐玄耀[1053]）
- セブンプレミアム Presents 味覚・三角関係ラブストーリー「麺ジャラスラブ」（2022年、トムヤム君[1054][1055]）
- サントリー ほろよい CM「ほろよいから Tea系でた！」（2023年）[1056]
- ポッドキャスト「寝たまんまヨガ 優しい眠りの瞑想」（2023年）[1057]
- Sound Horizon『絵馬に願ひを! (Full Edition) 』 語り部（2023年）[1058]
  - Sound Horizon『ハロウィンと朝の物語』（2025年）[1059]
- ポニークリーニング 宅配サービスHINOKA「君と始める新生活〜2023春〜」（2023年、高山一新[1060][1061]）
- A3 NFT「宿りしもの」（2023年）[1062]
- ウエルシア薬局 店内放送「Music Welcia」（2023年 - 2025年）[1063]
- 『PASH!』連載「岡本信彦の開運研究会」（2023年）[1064]
- 扶桑プレシジョン 証明写真機 ID VOX 音声ガイド（2023年）[1065]
- マンガPark「連載争奪！あなたの推し男コンテスト」動画（2023年）[1066]
- ボイスドラマ「風の姫君と紅炎の魔剣」（2023年、紅[1067]）
- 書籍『寝る前5分耳から暗記ブック 中1』音声（2023年）[1068]
- KYOTO NIPPON FESTIVAL 2023 STAMP&SOUND WALK 〜刀剣乱舞コラボレーション〜 スタンプラリー音声（2023年、膝丸[1069][1070]）
- 暁のヨナ 動画つきボイスカード 千州編 後編（2023年） ※『花とゆめ』2023年23号付録
- マンガ「ボクの神隠し」原案（2024年）[1071][1072]
- ユニバーサル・スタジオ・ジャパン「僕のヒーローアカデミア・ザ・リアル 4-D」（2024年3月1日 - 8月14日、爆豪勝己[1073][1074]）
- AVIOT×『葬送のフリーレン』 ワイヤレスイヤホン（2024年、ヒンメル[1075]）
- イケボの主夫が待ってます（2024年、加賀美寮[1076]）
- 補講男子（2024年、貴志礼世[1077]）
- ハンドレットノート（2024年、天命大地[1078]）
- サントリー 甘くないイタリアーノ（2024年、ラテの勇者[1079]）
- 『葬送のフリーレン』×シャープ COCORO VOICE カスタムボイス（2024年、ヒンメル[1080][1081]）
- TVアニメ『疑似ハーレム』オープニング主題歌「ブラウス」瑛二&凛が歌ってみた（2024年、北浜瑛二[1082]）
- 京まふ2024 おこしやす大使[1083]
- 仮面ライダーガッチャード DXケミーニジゴン（2024年）
- リアル脱出ゲーム×葬送のフリーレン「千年の夢からの脱出」（2024年、ヒンメル[1084]）
- アニメイトガールズフェスティバル2024 宣伝隊長[1085]
- 浦島坂田船『Weddiing』クロスフェード動画（2024年）[1086]
- バンダイナムコアミューズメント 僕のヒーローアカデミア 雄英高校オープンスクール「爆豪勝己の特・別・演・習 バディアップミッション」（2024年、爆豪勝己[1087][1088]）
- THE IDOLM@STER SHINY COLORS LIVE FUN!! -Beyond the Blue sky- （2024年7月27日・28日、青年の声[1089][1090]）
- 『ヤマトよ永遠に REBEL3199』今日の科学ビギナーズ（2024年、徳川太助[1091]）
- ノーリツ「わかすアプリ」・「わかすアプリpresentsバスタイムレディオ」（2024年、沸野リツ[1092][1093]）
- 音泉×筆ぐるめ SNSで年賀状を送ろう（2024年）[1094]
- リヒトラブ myfa新商品発売記念 店頭限定ボイス（2024年、推尾マモル[1095]）
- 関西電力「キラメキ電力調査」（2024年、篝〈かがり〉[1096]）
- 日本コカ・コーラ からだすこやか茶W+ 葬送のフリーレンコラボ動画（2024年、ヒンメル[1097]）
- 僕のヒーローアカデミア×Yahoo!カーナビ「推しドラ」コラボ（2024年、爆豪勝己[1098]）
- 高槻将棋まつり オーディオラリー音声（2024年）[1099]
- キリンビバレッジ キリンの免疫ケア×はたらく細胞 スペシャル動画「『はたらく免疫細胞図鑑』〜プラズマ乳酸菌が健康な人の免疫機能の維持をサポートするメカニズム〜」（2024年、プラズマサイトイド樹状細胞[1100][1101]）
- 葬送のフリーレン オンラインフェスティバル オーディオガイド（2024年）[1102]
- 日本赤十字社 「はたちの献血」キャンペーン 「ぼくらの持っているもの」篇（2025年、はるき[1103][1104]）
- アントステラ ステラおばさんのクッキー「カムバックッキー総選挙」選挙演説（2025年）[1105]
- 東京国立博物館 平成館 開創1150年記念特別展「旧嵯峨御所 大覚寺－百花繚乱 御所ゆかりの絵画－」 音声ガイドゲストナレーター（2025年1月21日 - 3月16日）[1106]
- 都市伝説解体センター 「呪いの動画」・謎解き企画電話音声（2025年、廻屋渉[1107][1108]）
- 京都国立近代美術館「若きポーランド-色彩と魂の詩 1890-1918」 音声ガイド（2025年3月25日 - 6月29日）[1109]
- シーキューブ 生しぼりレアチーズタルト発売記念 “とろける”ボイス（2025年）[1110][1111]
- 『ヒモクズ花くんは死にたがり』ランダムボイスカード（2025年） ※コミックス第2巻初版特典[1112]
- ダーツハイブ 声社員プロジェクト“褒め”ボイスダーツセット〜Happy Ears Collection〜（2025年、青葉颯太[1113]）
- KDDIアジャイル開発センター プレミアム広報部長（2025年）[1114]

## ディスコグラフィ

### シングル
|        | 発売日         | タイトル          | 規格品番                      | 規格品番   | オリコン 最高位 |
| 豪華盤 | 発売日         | タイトル          | 通常盤                        |            | オリコン 最高位 |
| ------ | -------------- | ----------------- | ----------------------------- | ---------- | --------------- |
| 1st    | 2014年3月19日  | 瞬間BEAT          | LACM-34191                    | LACM-14191 | 16位            |
| 2nd    | 2016年7月6日   | 君の笑顔 僕の笑顔 | LACM-34493                    | LACM-14493 | 18位            |
| 3rd    | 2017年8月9日   | サクラメント      |                               | LACM-14645 | 20位            |
| 4th    | 2017年10月25日 | Melty Halloween   | LACM-34664                    | LACM-14664 | 12位            |
| 5th    | 2019年7月10日  | 奇跡の軌跡        | LACM-34878                    | LACM-14878 | 14位            |
| 6th    | 2023年6月21日  | Fondant           | LACM-34401 (A) LACM-34402 (B) | LACM-24401 | 16位            |

### コラボシングル
| 発売日        | タイトル                 | 名義             | 規格品番   | オリコン 最高位 |
| ------------- | ------------------------ | ---------------- | ---------- | --------------- |
| 2017年9月13日 | 光を/Tic Tac Anniversary | 岡本信彦×Trignal | LACM-14660 | 9位             |

### アルバム

#### オリジナルアルバム
|        | 発売日        | タイトル   | 規格品番   | 規格品番   | オリコン 最高位 |
| 豪華盤 | 発売日        | タイトル   | 通常盤     |            | オリコン 最高位 |
| ------ | ------------- | ---------- | ---------- | ---------- | --------------- |
| 1st    | 2017年1月21日 | 8piece     | LACA-35630 | LACA-15630 | 5位             |
| 2nd    | 2022年5月25日 | 十bilation | LACA-35958 | LACA-15958 | 24位            |

#### ミニアルバム
|        | 発売日         | タイトル    | 規格品番   | 規格品番   | オリコン 最高位 |
| 豪華盤 | 発売日         | タイトル    | 通常盤     |            | オリコン 最高位 |
| ------ | -------------- | ----------- | ---------- | ---------- | --------------- |
| 1st    | 2012年5月23日  | Palette     | LACA-35203 | LACA-15203 | 9位             |
| 2nd    | 2013年6月5日   | Enjoy☆Full  | LACA-35297 | LACA-15297 | 17位            |
| 3rd    | 2014年8月13日  | Parading    | LACA-35428 | LACA-15428 | 7位             |
| 4th    | 2015年11月25日 | Questory    | LACA-35521 | LACA-15521 | 15位            |
| 5th    | 2018年10月24日 | Braverthday | LACA-35745 | LACA-15745 | 10位            |
| 6th    | 2021年1月27日  | Chaosix     | LACA-35836 | LACA-15836 | 27位            |
| 7th    | 2024年10月23日 | FAVE go     | LACA-35107 | LACA-25107 | 24位            |

### タイアップ曲
| 楽曲         | タイアップ                                           | 時期   |
| ------------ | ---------------------------------------------------- | ------ |
| サクラメント | テレビアニメ『バチカン奇跡調査官』エンディングテーマ | 2017年 |

### 映像作品

#### ワンマンライブ映像
|     | 発売日        | タイトル                                                              | 規格品番    | 備考                                                                      |
| --- | ------------- | --------------------------------------------------------------------- | ----------- | ------------------------------------------------------------------------- |
| 1st | 2018年6月6日  | 岡本信彦 5th Anniversary Live “DREAM GATE” LIVE DVD                   | LABM-7250/1 | アニメイト、BVC、L-MART限定                                               |
| 2nd | 2019年10月9日 | 岡本信彦 Live Tour 2019 “NOBU'S GREAT ADVENTURE” Blu-ray Disc         | LABX-8372/3 | アニメイト、A-on STORE、L-MART、「A!SMART」Kiramuneサイト、ライブ会場限定 |
| 3rd | 2023年2月1日  | Nobuhiko Okamoto 10thAnniversary Live Tour「ノブジュー」 Blu-ray Disc | LABX-8604/5 | アニメイト、A-on STORE、「A!SMART」Kiramuneサイト、ライブ会場限定         |

#### ジョイントライブ映像
| 発売日        | タイトル                                                                 | 規格品番    | 備考                                    |
| ------------- | ------------------------------------------------------------------------ | ----------- | --------------------------------------- |
| 2018年4月25日 | Kiramune Presents 岡本信彦×Trignal JOINT LIVE 2017 “ノブグナル” Live DVD | LABM-7241/2 | アニメイト、BVC、L-MART、ライブ会場限定 |

### キャラクターソング
| 発売日   | 商品名                                                                                          | 歌 | 楽曲                                                                             | 備考                                                                                             |
| 2009年   | 2009年                                                                                          | 2009年 | 2009年                                                                           | 2009年                                                                                           |
| -------- | ----------------------------------------------------------------------------------------------- | --- | -------------------------------------------------------------------------------- | ------------------------------------------------------------------------------------------------ |
| 6月24日  | 理系男子。 勉強になる!? キャラクターソング VOL.1 H：水ノ素爆                                    | 水ノ素爆（岡本信彦） | 「並べ！元素記号 (勉強科目:化学)」 「原子分子マイン〜ぼくらの理科室〜」          | 勉強サポート・プロジェクト『理系男子。』関連曲                                                   |
| 8月7日   | Chrome Shelled REGIOS Character Songs -The First Session-                                       | Chrome Shelled feat. Layfon alseif（岡本信彦）、Leerin Marfes（高橋美佳子） | 「愛のツェルニ」                                                                 | テレビアニメ『鋼殻のレギオス』関連曲                                                             |
| 8月28日  | Chrome Shelled REGIOS Character Songs -The Second Session-                                      | Chrome Shelled feat. Layfon alseif（岡本信彦） | 「愛のツェルニ」                                                                 | テレビアニメ『鋼殻のレギオス』関連曲                                                             |
| 2010年   |                                                                                                 | |                                                                                  |                                                                                                  |
| 6月16日  | デス・コネクション キャラクターソングアルバム                                                   | レオナルド（岡本信彦） | 「promise」                                                                      | ゲーム『デス・コネクション』関連曲                                                               |
| 7月7日   | 柚子ペパーミント オリジナルサウンドトラック                                                     | 早川柚子（能登麻美子）、 寿五郎（岡本信彦） | 「痛風ハート」                                                                   | ドラマCD『柚子ペパーミント』主題歌                                                               |
| 7月22日  | 会長はメイド様！ キャラクターコンセプトCD4 ―Another Side―                                       | 碓氷拓海（岡本信彦） | 「Promise」                                                                      | テレビアニメ『会長はメイド様！』関連曲                                                           |
| 10月27日 | 理系男子。 勉強になる!? キャラクターソング 第2弾 VOL.1 水ノ素爆&灰原元気                        | 水ノ素爆（岡本信彦） | 「情熱ヾ(＊・∀・)ノスペクトル(勉強科目:物理)」 「結晶バンザイ！(勉強科目:化学)」 | 勉強サポート・プロジェクト『理系男子。』関連曲                                                   |
| 10月27日 | 理系男子。 勉強になる!? キャラクターソング 第2弾 VOL.1 水ノ素爆&灰原元気                        | 水ノ素爆（岡本信彦）、灰原元気（小野大輔） | 「fellowそぞろfollow」                                                           | 勉強サポート・プロジェクト『理系男子。』関連曲                                                   |
| 2011年   |                                                                                                 | |                                                                                  |                                                                                                  |
| 2月25日  | 夢喰いメリー キャラクターソング 藤原夢路                                                        | 藤原夢路（岡本信彦） | 「終わらない夜を」 「何色インユアドリーム」                                      | テレビアニメ『夢喰いメリー』関連曲                                                               |
| 4月6日   | 遙かなる時空の中で5〜暁の恋唄（らう゛そんぐ）〜                                                 | 沖田総司（岡本信彦） | 「華一片」                                                                       | ゲーム『遙かなる時空の中で5』関連曲                                                              |
| 7月6日   | 世界一初恋 キャラクターソングVol.3 衝動アラーム                                                 | 木佐翔太（岡本信彦） | 「衝動アラーム」 「君に出逢えた奇跡」                                            | テレビアニメ『世界一初恋』関連曲                                                                 |
| 7月20日  | プリティーリズム・オーロラドリーム ライブチック・キャラクターソングCD act.4「1/1000永遠の美学」 | Callings | 「1/1000永遠の美学」                                                             | テレビアニメ『プリティーリズム・オーロラドリーム』挿入歌                                         |
| 8月24日  | とある魔術の禁書目録II アーカイブス4                                                            | 一方通行〈アクセラレータ〉（岡本信彦） | 「99.9% Noisy」                                                                  | テレビアニメ『とある魔術の禁書目録』関連曲                                                       |
| 12月7日  | セイクリッドセブン ドラマ・キャラクターアルバムIV Fragment of S7 輝島ナイト×ラウ・フェイゾォイ  | 輝島ナイト（岡本信彦） | 「Knight of the Light」                                                          | テレビアニメ『セイクリッドセブン』関連曲                                                         |
| 12月22日 | 「理系男子。」勉強になる!?キャラクターソング 第3弾                                              | 水ノ素爆（岡本信彦） | 「ありがとうを1mol(勉強科目:化学)」                                              | 勉強サポート・プロジェクト『理系男子。』関連曲                                                   |
| 12月28日 | SRXドリームコラボレーションCD vol.1 Roaring to the moon                                         | 錫木カズキ（高橋広樹）、リッケンバッカー（岡本信彦） | 「Roaring to the moon」                                                          | ゲーム『スカーレッドライダーゼクス』関連曲                                                       |
| 2012年   |                                                                                                 | |                                                                                  |                                                                                                  |
| 2月8日   | TIGER & BUNNY キャラクターソングアルバム BEST OF HERO                                           | 折紙サイクロン（岡本信彦） | 「見切れ桜」                                                                     | テレビアニメ『TIGER & BUNNY』関連曲                                                              |
| 3月16日  | プリティーリズム・オーロラドリーム プリズム☆ミュージックコレクション                            | Callings | 「愛しのティンカーベル」                                                         | テレビアニメ『プリティーリズム・オーロラドリーム』関連曲                                         |
| 3月21日  | 遙かなる時空の中で5〜淡雪の心唄（そうる）〜                                                     | チナミ（阿部敦）、沖田総司（岡本信彦） | 「朱き翼が如く」                                                                 | ゲーム『遙かなる時空の中で5』関連曲                                                              |
| 3月21日  | 遙かなる時空の中で5〜淡雪の心唄（そうる）〜                                                     | 桐生瞬（寺島拓篤）、坂本龍馬（鈴村健一）、チナミ（阿部敦）、沖田総司（岡本信彦）、小松帯刀（立花慎之介）、福地桜智（竹本英史）、アーネスト・サトウ（四反田マイケル）、高杉晋作（安元洋貴） | 「時空を越えて」                                                                 | ゲーム『遙かなる時空の中で5』関連曲                                                              |
| 4月18日  | あっちでこっちで                                                                                | あっち⇔こっち | 「あっちこっちで」                                                               | テレビアニメ『あっちこっち』オープニングテーマ                                                   |
| 5月16日  | TVアニメ「あっちこっち」キャラクターソングミニアルバム 〜お悩みゅーじっく・たーみなる〜         | 音無伊御（岡本信彦） | 「キラメキサイクル」                                                             | テレビアニメ『あっちこっち』関連曲                                                               |
| 5月30日  | Scared Rider Xechs I+FD ポータブル テーマソングCD                                               | サブスタンス | 「RRR〜Rider's Rail Road〜」                                                     | ゲーム『スカーレッドライダーゼクス』関連曲                                                       |
| 6月21日  | アルカナ・ファミリア 幽霊船の魔術師 アニメイト限定版特典CD                                      | アッシュ（岡本信彦） | 「碧の砦」                                                                       | ゲーム『アルカナ・ファミリア 幽霊船の魔術師』関連曲                                              |
| 7月25日  | 坂道のアポロン オリジナル・サウンドトラック プラス more & rare                                  | Seiji Matsuoka（岡本信彦） | 「ヘイボーイ」 「バンバンバン」                                                  | テレビアニメ『坂道のアポロン』関連曲                                                             |
| 9月26日  | HERO RADIO バラエティCD Stern Bild Station!                                                     | 折紙ロックハイ | 「OK,YOU JO×IN US!!」                                                            | テレビアニメ『TIGER & BUNNY』関連曲                                                              |
| 11月17日 | Brand New World                                                                                 | Uni-On | 「Brand New World」                                                              | ゲーム『恋は校則に縛られない！』オープニングテーマ                                               |
| 11月17日 | 恋は校則に縛られない！ キャラクターソングコレクション Vol.03 羽々崎 暁/キョウ                   | 羽々崎 暁/キョウ（岡本信彦） | 「Heads or Tails」                                                               | ゲーム『恋は校則に縛られない！』関連曲                                                           |
| 11月17日 | 恋は校則に縛られない！ キャラクターソングコレクション Vol.03 羽々崎 暁/キョウ                   | 羽々崎暁（岡本信彦） | 「Brand New World」 「Heads or Tails」                                           | ゲーム『恋は校則に縛られない！』関連曲                                                           |
| 11月17日 | 恋は校則に縛られない！ キャラクターソングコレクション Vol.03 羽々崎 暁/キョウ                   | キョウ（岡本信彦） | 「Heads or Tails」                                                               | ゲーム『恋は校則に縛られない！』関連曲                                                           |
| 11月21日 | コープスパーティー Whisper of the Nightmare ♂The Scorpion♂                                      | 持田哲志（下野紘）、御国司（岡本信彦） | 「Yesterday to Tomorrow」                                                        | ゲーム『コープスパーティー』関連曲                                                               |
| 11月28日 | retrospective world                                                                             | ギア（岡本信彦）、テジロフ（下野紘） | 「retrospective world」                                                          | テレビアニメ『蒼い世界の中心で』オープニングテーマ                                               |
| 11月28日 | CODE:BREAKER Character File Vol.1                                                               | 大神零（岡本信彦） | 「Restoration to 0」                                                             | テレビアニメ『CODE:BREAKER』関連曲                                                               |
| 12月19日 | 青の祓魔師 Character Song                                                                       | 奥村燐（岡本信彦） | 「Trailblazer」                                                                  | テレビアニメ『青の祓魔師』関連曲                                                                 |
| 12月28日 | 神様はじめました Blu-ray第1巻初回限定仕様特典CD                                                 | 巴衛（立花慎之介）、鞍馬（岸尾だいすけ）、瑞希（岡本信彦） | 「神様ヘルプ！」                                                                 | テレビアニメ『神様はじめました』関連曲                                                           |
| 2013年   |                                                                                                 | |                                                                                  |                                                                                                  |
| 3月22日  | 八犬伝―東方八犬異聞― イメージソングCD Vol.1（Blu-ray&DVD第1巻 初回限定版特典CD）                | 犬塚信乃（柿原徹也）、村雨（岡本信彦） | 「無敵のBuddy」                                                                  | テレビアニメ『八犬伝―東方八犬異聞―』関連曲                                                       |
| 4月17日  | 神様はじめました BD・DVD第5巻 初回版特典CD                                                      | 瑞希（岡本信彦） | 「ひとりあやとり」                                                               | テレビアニメ『神様はじめました』関連曲                                                           |
| 5月15日  | TIGER&BUNNY-SINGLE RELAY PROJECT-CIRCUIT OF HERO Vol.3                                          | スカイサイクロン | 「青春Honesty」                                                                  | テレビアニメ『TIGER & BUNNY』関連曲                                                              |
| 5月29日  | 遙かなる時空の中で5〜白妙の恋唄（らう゛そんぐ）2〜                                              | 沖田総司（岡本信彦） | 「朝に夕べに」                                                                   | ゲーム『遙かなる時空の中で5』関連曲                                                              |
| 5月29日  | 遙かなる時空の中で5〜白妙の恋唄（らう゛そんぐ）2〜                                              | 沖田総司（岡本信彦）、近藤勇（稲田徹）、土方歳三（星野貴紀） | 「誠一路」                                                                       | ゲーム『遙かなる時空の中で5』関連曲                                                              |
| 7月10日  | TIGER&BUNNY-SINGLE RELAY PROJECT-CIRCUIT OF HERO Vol.4                                          | 折紙サイクロン（岡本信彦） | 「見切れヒーローイズム」                                                         | テレビアニメ『TIGER & BUNNY』関連曲                                                              |
| 7月10日  | TIGER&BUNNY-SINGLE RELAY PROJECT-CIRCUIT OF HERO Vol.4                                          | 折紙&ドラゴン | 「チャチャチャdeワッショイ」                                                     | テレビアニメ『TIGER & BUNNY』関連曲                                                              |
| 7月24日  | バクマン。キャラクターカバーソングアルバム UTAMAN                                               | 新妻エイジ（岡本信彦） | 「ワイワイワールド」 「ロマンス」                                                | テレビアニメ『バクマン。』関連曲                                                                 |
| 7月31日  | 14 to 1                                                                                         | ASAHINA Bros.+JULI | 「14 to 1」                                                                      | テレビアニメ『BROTHERS CONFLICT』エンディングテーマ                                              |
| 7月31日  | BROTHERS CONFLICT キャラクターソング コンセプトミニアルバム（1）「オ・ト・ナ」                  | 雅臣（興津和幸）、右京（平川大輔）、要（諏訪部順一）、光（岡本信彦）、椿（鈴村健一）、梓（鳥海浩輔）、棗（前野智昭） | 「オ・ト・ナBREAKOUT」                                                           | テレビアニメ『BROTHERS CONFLICT』関連曲                                                          |
| 7月31日  | BROTHERS CONFLICT キャラクターソング コンセプトミニアルバム（1）「オ・ト・ナ」                  | 右京（平川大輔）、光（岡本信彦） | 「Gossip」                                                                       | テレビアニメ『BROTHERS CONFLICT』関連曲                                                          |
| 10月23日 | BROTHERS CONFLICT BD・DVD第3巻特典CD                                                            | 右京（平川大輔）、光（岡本信彦） | 「2 to 1」                                                                       | テレビアニメ『BROTHERS CONFLICT』関連曲                                                          |
| 11月6日  | マイナスエイト 主題歌CD                                                                         | -8 | 「キミ専用(ONLY)HERO!!!」 「Beginning of Love」                                  | ゲーム『-8』オープニング&エンディングテーマ                                                      |
| 2014年   |                                                                                                 | |                                                                                  |                                                                                                  |
| 1月29日  | マイナスエイト キャラクターソング+ドラマ                                                        | 風原麻耶（岡本信彦）、都並音彦（下野紘） | 「劣等PANDEMIC!!!!」                                                             | ゲーム『-8』関連曲                                                                               |
| 3月26日  | めいこいキャラクターソングシリーズ ロマネスクレコード 其ノ弐 「恋色夜叉」                       | 川上音二郎（鳥海浩輔）、泉鏡花（岡本信彦） | 「恋色夜叉」                                                                     | ゲーム『明治東亰恋伽』関連曲                                                                     |
| 8月27日  | TIGER & BUNNY -SINGLE RELAY PROJECT- 「CIRCUIT OF HERO」 Vol.8                                  | タイガー&バーナビー in HERO ALL STARS | 「オリオンをなぞる -HERO Ver.-」                                                 | テレビアニメ『TIGER & BUNNY』オープニングテーマカバー                                            |
| 8月27日  | ウラオモテ・フォーチュン                                                                        | 歌&セリフ:佐倉千代（小澤亜李）/セリフ:野崎梅太郎（中村悠一）、御子柴実琴（岡本信彦） | 「ハートのトーンに気づいてよ！誰か。」                                           | テレビアニメ『月刊少女野崎くん』関連曲                                                           |
| 9月17日  | TVアニメ あっちこっち ミュージックベスト...and more!                                            | つみき（大久保瑠美）、伊御（岡本信彦） | 「あっちこっちまいにち！」                                                       | テレビアニメ『あっちこっち』関連曲                                                               |
| 9月24日  | 月刊少女野崎くん BD・DVD第1巻特典CD                                                             | 御子柴実琴（岡本信彦） | 「俺の手でSPARKING!!」                                                           | テレビアニメ『月刊少女野崎くん』関連曲                                                           |
| 10月1日  | ルナティック・キス                                                                              | 菱田春草（KENN）、泉鏡花（岡本信彦） | 「ルナティック・キス」 「ノスタルジア」                                          | ゲーム『明治東亰恋伽 トワヰライト・キス』関連曲                                                  |
| 10月1日  | ルナティック・キス                                                                              | 泉鏡花（岡本信彦） | 「ルナティック・キス（鏡花独唱）」                                               | ゲーム『明治東亰恋伽 トワヰライト・キス』関連曲                                                  |
| 11月12日 | はじまりの約束                                                                                  | アイリス（岡本信彦） | 「はじまりの約束」                                                               | ゲーム『Vinculum Hearts 〜アイリス魔法学園〜』オープニングテーマ                                 |
| 11月12日 | はじまりの約束                                                                                  | アイリス（岡本信彦） | 「明日への絆」                                                                   | ゲーム『Vinculum Hearts 〜アイリス魔法学園〜』エンディングテーマ                                 |
| 12月3日  | ダイヤのA キャラクターソングシリーズ VOL.4 小湊亮介 "追い風に告ぐ"                              | 小湊亮介（岡本信彦） | 「追い風に告ぐ」                                                                 | テレビアニメ『ダイヤのA』関連曲                                                                  |
| 12月19日 | OVA BROTHERS CONFLICT 第1巻特典CD                                                               | 雅臣（興津和幸）、要（諏訪部順一）、光（岡本信彦）、棗（前野智昭）、侑介（細谷佳正）、風斗（KENN） | 「Brand New Venus」 「O・HA・YO」                                                | OVA『BROTHERS CONFLICT』関連曲                                                                   |
| 12月26日 | 異能バトルは日常系のなかで Blu-ray第1巻初回生産限定版特典CD                                     | 安藤寿来（岡本信彦）、神崎灯代（山崎はるか） | 「Nobody knows,Oh yeah!」                                                        | テレビアニメ『異能バトルは日常系のなかで』関連曲                                                 |
| 2015年   |                                                                                                 | |                                                                                  |                                                                                                  |
| 1月21日  | 神様はじめました◎キャラクターソング01〜いつでも君の味方！神使's〜                               | 神使's | 「二人の雨」                                                                     | テレビアニメ『神様はじめました◎』関連曲                                                          |
| 1月21日  | 神様はじめました◎キャラクターソング01〜いつでも君の味方！神使's〜                               | 瑞希（岡本信彦） | 「神酒PARTY」                                                                    | テレビアニメ『神様はじめました◎』関連曲                                                          |
| 1月28日  | FINAL VICTORY                                                                                   | 青道高校野球部 | 「FINAL VICTORY」                                                                | テレビアニメ『ダイヤのA』エンディングテーマ                                                      |
| 1月28日  | I LOVE YOUが聞こえない                                                                          | ASAHINA Bros.+JULI | 「I LOVE YOUが聞こえない」                                                       | OVA『BROTHERS CONFLICT』エンディングテーマ                                                       |
| 2月18日  | 青春サツバツ論                                                                                  | 3年E組うた担 | 「青春サツバツ論」                                                               | テレビアニメ『暗殺教室』オープニングテーマ                                                       |
| 3月25日  | 遙かなる時空の中で6 黒キ万華鏡（カレイドスコープ）〜其ノニ〜                                    | 片霧秋兵（岡本信彦） | 「月と星のレビュウ」                                                             | ゲーム『遙かなる時空の中で6』関連曲                                                              |
| 4月24日  | 暗殺教室 BD・DVD第2巻特典CD                                                                     | 潮田渚（渕上舞）、赤羽業（岡本信彦） | 「青春サツバツ論」                                                               | テレビアニメ『暗殺教室』関連曲                                                                   |
| 5月27日  | EMOTIONAL POSSESSION                                                                            | 音成奏（前野智昭）、静間草太（斉藤壮馬）、橙山光介（増田俊樹）、青葉大河（石川界人）、蘇明杰（小野友樹）、桃井優一郎（岡本信彦） | 「Purely Sunshine」                                                              | ゲーム『POSSESSION MAGENTA』エンディングテーマ                                                   |
| 5月27日  | 自力本願レボリューション                                                                        | 3年E組うた担 | 「自力本願レボリューション」                                                     | テレビアニメ『暗殺教室』オープニングテーマ                                                       |
| 5月29日  | 暗殺教室 BD・DVD第3巻特典CD                                                                     | 3年E組修学旅行4班 | 「青春サツバツ論」                                                               | テレビアニメ『暗殺教室』オープニングテーマ                                                       |
| 6月26日  | 暗殺教室 BD・DVD第4巻特典CD                                                                     | 3年E組カバ担 | 「学園天国」                                                                     | テレビアニメ『暗殺教室』関連曲                                                                   |
| 7月1日   | 神様はじめました◎下巻 Blu-ray＆DVD スペシャルCD                                                 | 奈々生（三森すずこ）、巴衛（立花慎之介）、鞍馬（岸尾だいすけ）、瑞希（岡本信彦）、護（山下大輝）、乙比古（高橋広樹）、大国主（森久保祥太郎）、悪羅王（諏訪部順一）、二郎（羽多野渉）、翠郎（平川大輔）、夜鳥（下野紘）                                                                                             | 「Happiness 〜ミカゲ社のテーマ〜 下巻Ver.」                                      | テレビアニメ『神様はじめました◎』関連曲                                                          |
| 7月15日  | 遙かなる時空の中で6 ヴォーカル集 浪漫ナル歌                                                     | 有馬一（寺島拓篤）、ダリウス（鈴村健一）、コハク（阿部敦）、片霧秋兵（岡本信彦）、ルードハーネ（立花慎之介）、本条政虎（竹本英史）、萩尾九段（四反田マイケル）、里谷村雨（安元洋貴） | 「時空を旅する君へ」                                                             | ゲーム『遙かなる時空の中で6』エンディングテーマ                                                  |
| 7月22日  | ダイヤのA キャラクターソングシリーズEX 小湊春市＆小湊亮介"風の中のシーソーゲーム"               | 小湊春市（花江夏樹）、小湊亮介（岡本信彦） | 「風の中のシーソーゲーム」                                                       | テレビアニメ『ダイヤのA』関連曲                                                                  |
| 7月22日  | ダイヤのA キャラクターソングシリーズEX 小湊春市＆小湊亮介"風の中のシーソーゲーム"               | 小湊亮介（岡本信彦） | 「風の中のシーソーゲーム (Haruichi off ver.)」                                   | テレビアニメ『ダイヤのA』関連曲                                                                  |
| 7月31日  | 暗殺教室 BD・DVD第5巻特典CD                                                                     | 潮田渚（渕上舞）、赤羽業（岡本信彦） | 「自力本願レボリューション」                                                     | テレビアニメ『暗殺教室』関連曲                                                                   |
| 8月23日  | Teamゆーたく アニミュージカル 〜take you take me〜 全曲集                                       | ノヴァピコ（岡本信彦）、ユーヤ（小野友樹） | 「Sweet Paradox」                                                                | イベント『ゆーたく祭2015夏〜アニミュージカル〜』関連曲                                           |
| 8月23日  | Teamゆーたく アニミュージカル 〜take you take me〜 全曲集                                       | ユーヤ（小野友樹）、タクト（江口拓也）、ケンザブロウ（小野賢章）、ノヴァピコ（岡本信彦）、ヨシフィコテレス（細谷佳正）、ていくゆひよこ（杉田智和） | 「Vogic〜声の魔法〜」                                                            | イベント『ゆーたく祭2015夏〜アニミュージカル〜』関連曲                                           |
| 8月26日  | PHANTASY STAR ONLINE2 キャラクターソングCD〜Song Festival〜II                                   | テオドール（岡本信彦） | 「那落の†Messiah†」                                                              | ゲーム『ファンタシースターオンライン2』関連曲                                                    |
| 11月4日  | ☆SHOW TIME 5☆team鳳＆team柊                                                                     | team柊 | 「Caribbean Groove」                                                             | テレビアニメ『スタミュ』関連曲                                                                   |
| 11月11日 | ☆SHOW TIME 6☆team鳳＆team柊                                                                     | team柊 | 「アヤナギ・ショウタイム」                                                       | テレビアニメ『スタミュ』関連曲                                                                   |
| 11月18日 | ☆SHOW TIME 7☆team柊&辰己琉唯×申渡栄吾                                                           | team柊 | 「スター・オブ・スター！」                                                       | テレビアニメ『スタミュ』関連曲                                                                   |
| 11月18日 | ☆SHOW TIME 7☆team柊&辰己琉唯×申渡栄吾                                                           | 辰己琉唯（岡本信彦）、申渡栄吾（内田雄馬） | 「The Elegance」                                                                 | テレビアニメ『スタミュ』関連曲                                                                   |
| 12月16日 | もういちど歌ってみたシリーズ 環が「Milky Star」歌ってみた                                       | 里美環（岡本信彦） | 「Milky Star」                                                                   | 『√HAPPY+SUGAR=IDOL』関連曲                                                                      |
| 2016年   |                                                                                                 | |                                                                                  |                                                                                                  |
| 2月24日  | QUESTION                                                                                        | 3年E組うた担 | 「QUESTION」                                                                     | テレビアニメ『暗殺教室』第2期オープニングテーマ                                                  |
| 2月24日  | QUESTION                                                                                        | 3年E組ヌル担 | 「3年E組 ヌルヌル音頭」                                                          | ゲーム『暗殺教室 アサシン育成計画!!』主題歌                                                      |
| 2月24日  | STORM LOVERS V/2nd V 主題歌CD「STORM LOVERS」                                                   | Kotaro（日野聡）、Haruto（高橋広樹）、Kazuhisa（下野紘）、Riku（小野友樹）、Shina（岡本信彦） | 「∞(無限)KISSES」                                                                | ゲーム『STORM LOVER 2nd』関連曲                                                                  |
| 2月24日  | 花咲くまにまに キャラクターソングCD 第二巻「百歌爛漫」                                          | 藤重宝良（岡本信彦） | 「一輪の想い」                                                                   | ゲーム『花咲くまにまに』関連曲                                                                   |
| 2月24日  | 花咲くまにまに キャラクターソングCD 第二巻「百歌爛漫」                                          | 藤重宝良（岡本信彦）、藤重辰義（保志総一朗）、藤重燈太（皆川純子） | 「万珠屋らぷそでぃ」                                                             | ゲーム『花咲くまにまに』関連曲                                                                   |
| 3月23日  | 『プリンス・オブ・ストライド オルタナティブ』BD・DVD第1巻キャラクターソングCD 01                | 八神陸（木村良平）、藤原尊（岡本信彦） | 「Sun & Moon」                                                                   | テレビアニメ『プリンス・オブ・ストライド オルタナティブ』関連曲                                  |
| 3月23日  | 遙かなる時空の中で6 黎明ノ二重奏（デュエット） 〜帝国軍〜                                       | 片霧秋兵（岡本信彦）、萩尾九段（四反田マイケル） | 「愛しさは禁断の甘美いミルクホウル」                                             | ゲーム『遙かなる時空の中で6』関連曲                                                              |
| 3月23日  | 遙かなる時空の中で6 黎明ノ二重奏（デュエット） 〜帝国軍〜                                       | 片霧秋兵（岡本信彦） | 「愛しさは禁断の甘美いミルクホウル（with 片霧秋兵Ver.）」                        | ゲーム『遙かなる時空の中で6』関連曲                                                              |
| 4月6日   | 『POSSESSION MAGENTA』キャラクターCD Vol.3 明杰&優一郎                                          | 桃井優一郎（岡本信彦） | 「Delicious Harmony」 「Purely Sunshine」                                        | ゲーム『POSSESSION MAGENTA』関連曲                                                               |
| 5月25日  | TVアニメ『ハルチカ〜ハルタとチカは青春する〜』キャラクターソングミニアルバム〜ボーイズ〜        | 檜山界雄（岡本信彦） | 「名前の無い明日」                                                               | テレビアニメ『ハルチカ〜ハルタとチカは青春する〜』関連曲                                         |
| 5月25日  | バイバイ YESTERDAY                                                                              | 3年E組うた担 | 「バイバイ YESTERDAY」                                                           | テレビアニメ『暗殺教室』第2期オープニングテーマ                                                  |
| 6月4日   | Photograph Journey ヴォーカル・コレクション キミに贈る恋のウタ 〜From〜                         | 譲原宝良（岡本信彦） | 「TiP-TOES」                                                                     | 『Photograph Journey』関連曲                                                                     |
| 7月27日  | OVAスタミュ BD・DVD第1巻特典CD                                                                  | team柊 | 「C☆ngratulations!」                                                             | OVA『スタミュ』エンディングテーマ                                                                |
| 7月27日  | OVAスタミュ BD・DVD第1巻特典CD                                                                  | 星谷悠太（花江夏樹）、辰己琉唯（岡本信彦） | 「君がそこにいるから」                                                           | OVA『スタミュ』挿入歌                                                                            |
| 8月17日  | LIMIT BREAKERS                                                                                  | BREAKERS | 「LIMIT BREAKERS」                                                               | テレビアニメ『チア男子!!』エンディングテーマ                                                     |
| 8月17日  | LIMIT BREAKERS                                                                                  | 坂東晴希（米内佑希）、橋本一馬（岡本信彦） | 「Dear my best friend」                                                          | テレビアニメ『チア男子!!』関連曲                                                                 |
| 8月24日  | アニメ『ももくり』TVOP主題歌ミニアルバム「大好きだよ大好きだよ 生まれてきてありがとう」         | 栗原雪（加隈亜衣）、桃月心也（岡本信彦） | 「大好きだよ大好きだよ 生まれてきてありがとう」                                  | テレビアニメ『ももくり』オープニングテーマ                                                       |
| 8月24日  | アニメ『ももくり』TVOP主題歌ミニアルバム「大好きだよ大好きだよ 生まれてきてありがとう」         | 桃月心也（岡本信彦） | 「ちょっとずつ、きみに」                                                         | テレビアニメ『ももくり』関連曲                                                                   |
| 8月24日  | めいこいキャラクターソングシリーズ ロマネスクレコード2 其ノ肆 「幻想の夢」                      | 泉鏡花（岡本信彦） | 「幻想の夢」                                                                     | ゲーム『明治東亰恋伽』関連曲                                                                     |
| 9月21日  | OVAスタミュ BD・DVD第2巻特典CD                                                                  | team柊 | 「ユメ・イロ」                                                                   | OVA『スタミュ』オープニングテーマ                                                                |
| 9月27日  | チア男子!! 第1巻特装限定版特典 SPECIAL CD                                                       | 坂東晴希（米内佑希）、橋本一馬（岡本信彦） | 「PRICELESS DAYS」                                                               | テレビアニメ『チア男子!!』関連曲                                                                 |
| 9月28日  | 暗殺教室 ベストアルバム 〜Music Memories〜                                                      | 3年E組 | 「旅立ちのうた」                                                                 | テレビアニメ『暗殺教室』挿入歌                                                                   |
| 10月26日 | TVアニメ「プリンス・オブ・ストライド オルタナティブ」キャラクターソングCD vol.1                 | 藤原尊（岡本信彦） | 「Blue Flame」                                                                   | テレビアニメ『プリンス・オブ・ストライド オルタナティブ』関連曲                                  |
| 11月16日 | TVアニメ『チア男子!!』キャラクターソングミニアルバム                                            | 橋本一馬（岡本信彦） | 「Yell for ALL!!」                                                               | テレビアニメ『チア男子！』関連曲                                                                 |
| 12月21日 | 「もふドル」 ボーカルCD「Melody Of Fantasy -エガオのチカラ-」                                   | No Limits | 「Melody Of Fantasy -エガオのチカラ-」 「もふもふWonderland」                    | シチュエーションCD『もふドル』関連曲                                                             |
| 2017年   |                                                                                                 | |                                                                                  |                                                                                                  |
| 3月22日  | 遙かなる時空の中で6 幻燈ロンド 甘美ナル歌                                                       | 片霧秋兵（岡本信彦） | 「騎士より捧ぐ誓ひ」                                                             | ゲーム『遙かなる時空の中で6 幻燈ロンド』関連曲                                                   |
| 4月12日  | ☆2nd SHOW TIME 2☆ アンシエント&team柊                                                           | team柊 | 「カメレオン・スター！」                                                         | テレビアニメ『スタミュ』第2期挿入歌                                                              |
| 4月19日  | ☆2nd SHOW TIME 3☆ 星谷&那雪×月皇×辰己×申渡                                                      | 那雪透（小野賢章）、月皇海斗（ランズベリー・アーサー）、辰己琉唯（岡本信彦）、申渡栄吾（内田雄馬） | 「青空SEASON」                                                                   | テレビアニメ『スタミュ』第2期関連曲                                                              |
| 6月14日  | ☆2nd SHOW TIME 11☆ team鳳&team柊                                                                | team柊 | 「Starship Runway」                                                              | テレビアニメ『スタミュ』第2期関連曲                                                              |
| 6月21日  | ☆2nd SHOW TIME 12☆ team鳳&team柊&揚羽×蜂矢×北原×南條&オールキャスト                             | team柊 | 「Gift」                                                                         | テレビアニメ『スタミュ』第2期関連曲                                                              |
| 6月21日  | ☆2nd SHOW TIME 12☆ team鳳&team柊&揚羽×蜂矢×北原×南條&オールキャスト                             | オールキャスト | 「Gift 〜カーテンコール〜」                                                      | テレビアニメ『スタミュ』第2期挿入歌                                                              |
| 11月22日 | スタミュ 第2期 BD第6巻特典CD                                                                    | 鳳樹（諏訪部順一）、辰己琉唯（岡本信彦） | 「沈黙のディアローグ」                                                           | テレビアニメ『スタミュ』第2期挿入歌                                                              |
| 11月29日 | ハイリゲンシュタットの歌 オリジナルサウンドトラック                                             | ヴィッセ（岡本信彦） | 「君への歌 fromヴィッセ」                                                        | ゲーム『ハイリゲンシュタットの歌』関連曲                                                         |
| 12月6日  | ボールルームへようこそ キャラクターソング集                                                     | 兵藤清春（岡本信彦） | 「Shouted Step」                                                                 | テレビアニメ『ボールルームへようこそ』関連曲                                                     |
| 12月12日 | God Bless You                                                                                   | 梅宮さん（岡本信彦） | 「God Bless You」 「Star Night Carnival」                                        | 『ConoHa』関連曲                                                                                 |
| 2018年   |                                                                                                 | |                                                                                  |                                                                                                  |
| 1月10日  | 続『刀剣乱舞-花丸-』歌詠集 其の一                                                               | 髭切（花江夏樹）、膝丸（岡本信彦） | 「天と暦」                                                                       | テレビアニメ『続 刀剣乱舞-花丸-』エンディングテーマ                                              |
| 2月24日  | 感謝祭開催記念 遙かなる時空の中で5&6 〜言葉に出さぬ誓ひ/花の名前〜                              | 有馬一（寺島拓篤）、片霧秋兵（岡本信彦） | 「言葉に出さぬ誓ひ」                                                             | ゲーム『遙かなる時空の中で6』関連曲                                                              |
| 3月7日   | 乖離性ミリオンアーサー キャラクターソング・富豪アーサー                                         | 富豪アーサー（岡本信彦） | 「Peace is the Asset」 「Million Dollar’s Justis」                               | ゲーム『乖離性ミリオンアーサー』関連曲                                                           |
| 3月7日   | 続『刀剣乱舞-花丸-』歌詠集 其の九                                                               | 大和守安定（市来光弘）、加州清光（増田俊樹）、蛍丸（井口祐一）、明石国行（浅利遼太）、長曽祢虎徹（新垣樽助）、髭切（花江夏樹）、膝丸（岡本信彦）、数珠丸恒次（緑川光） | 「花丸印の日のもとで ver.9」                                                     | テレビアニメ『続 刀剣乱舞-花丸-』オープニングテーマ                                              |
| 7月18日  | ニル・アドミラリの天秤 キャラクターソングシリーズ                                               | 鴻上滉（岡本信彦） | 「夜風色のSerenade」                                                             | テレビアニメ『ニル・アドミラリの天秤』関連曲                                                     |
| 8月10日  | Don't Stop, I'm Coming                                                                          | 梅宮さん（岡本信彦） | 「Don't Stop, I'm Coming」 「恋と君と月夜」                                      | 『ConoHa』関連曲                                                                                 |
| 9月14日  |                                                                                                 | 荒城駿太（岡本信彦）、佐伯優冬 （森久保祥太郎） | 「ZUBABABAAAN!!!」                                                               | ゲーム『SIX SICKS』関連曲                                                                        |
| 9月28日  | 覇穹 封神演義 BD・DVD第7巻特典CD                                                                | 王天君（岡本信彦） | 「陰翳渇仰 〜Inei Katsugou〜」                                                   | テレビアニメ『覇穹 封神演義』関連曲                                                              |
| 10月24日 | スタミュ in ハロウィン BD・DVD特典CD                                                            | 星谷悠太（花江夏樹）、辰己琉唯（岡本信彦）、揚羽陸（島﨑信長）、北原廉（梅原裕一郎） | 「Pumpkin Mate♪」                                                                | OVA『スタミュ in ハロウィン』挿入歌                                                              |
| 2019年   |                                                                                                 | |                                                                                  |                                                                                                  |
| 2月27日  | テレビアニメ『明治東亰恋伽』エンディングテーマ集                                                | 小泉八雲（立花慎之介）、泉鏡花（岡本信彦） | 「メロウな夜に踊りましょう」                                                     | テレビアニメ『明治東亰恋伽』エンディングテーマ                                                   |
| 4月24日  | テレビアニメ『明治東亰恋伽』サウンドトラック                                                    | 泉鏡花（岡本信彦） | 「ねんねんころり」                                                               | テレビアニメ『明治東亰恋伽』関連曲                                                               |
| 5月24日  | キミの手は離さない                                                                              | 梅宮さん（岡本信彦） | 「キミの手は離さない」 「Bitter Step, Sweet Love」                               | 『ConoHa』関連曲                                                                                 |
| 6月5日   | Million Secrets                                                                                 | Proud of Surf Junkie | 「Million Secrets」 「Ever Glorious」 「Ride the WAVE!!」                        | 『WAVE!!』関連曲                                                                                 |
| 6月21日  | Ride the WAVE!!                                                                                 | 波乗りボーイズ | 「Ride the WAVE!!」                                                              | 『WAVE!!』関連曲                                                                                 |
| 7月24日  | This is 勇者, but 残念!?                                                                        | デイル（岡本信彦） | 「This is 勇者, but 残念!?」                                                     | テレビアニメ『うちの娘の為ならば、俺はもしかしたら魔王も倒せるかもしれない。』エンディングテーマ |
| 7月24日  | This is 勇者, but 残念!?                                                                        | デイル（岡本信彦） | 「しあわせって呼べそうで」                                                       | テレビアニメ『うちの娘の為ならば、俺はもしかしたら魔王も倒せるかもしれない。』関連曲             |
| 8月7日   | ☆3rd SHOW TIME 6☆ team鳳×team柊×team楪×team漣&那雪シスターズ                                    | team鳳、team柊、team楪、team漣 | 「Magic Time Maker」                                                             | テレビアニメ『スタミュ』第3期挿入歌                                                              |
| 8月28日  | ☆3rd SHOW TIME 9☆ team柊&申渡×虎石                                                              | team柊 | 「GLORY+HOLLY+STORY」                                                            | テレビアニメ『スタミュ』第3期挿入歌                                                              |
| 9月11日  | ☆3rd SHOW TIME 11☆星谷×辰己×四季×冬沢&team鳳                                                    | 星谷悠太（花江夏樹）、辰己琉唯（岡本信彦）、四季斗真（浪川大輔）、冬沢亮（斉藤壮馬） | 「SUREFIRE〜ヒカリへツナゲ〜」                                                   | テレビアニメ『スタミュ』第3期挿入歌                                                              |
| 9月18日  | ☆3rd SHOW TIME 12☆ team辰己&team星谷&team2年生                                                  | team辰己 | 「MASTERPIECE」                                                                  | テレビアニメ『スタミュ』第3期挿入歌                                                              |
| 9月18日  | ☆3rd SHOW TIME 12☆ team辰己&team星谷&team2年生                                                  | 星谷悠太（花江夏樹）、那雪透（小野賢章）、月皇海斗（ランズベリー・アーサー）、天花寺翔（細谷佳正）、空閑愁（前野智昭）、辰己琉唯（岡本信彦）、申渡栄吾（内田雄馬）、戌峰誠士郎（興津和幸）、虎石和泉（KENN）、卯川晶（松岡禎丞）、揚羽陸（島﨑信長）、蜂矢聡（高梨謙吾）、北原廉（梅原裕一郎）、南條聖（武内駿輔） | 「我ら、綾薙学園華桜会〜NEXT STAGE〜」                                           | テレビアニメ『スタミュ』第3期エンディングテーマ                                                  |
| 12月7日  | SURFDAYS                                                                                        | 波乗りボーイズ | 「SURFDAYS」                                                                     | 『WAVE!!』関連曲                                                                                 |
| 12月20日 | CharadeManiacs キャラクターソング&ドラマ Vol.2                                                  | 廃寺タクミ（岡本信彦） | 「ゆめのなかへ」                                                                 | ゲーム『CharadeManiacs』関連曲                                                                   |
| 2020年   |                                                                                                 | |                                                                                  |                                                                                                  |
| 1月16日  | 龍が如く7 カラオケ新曲コレクション                                                              | 趙天佑（岡本信彦） | 「悪魔の地獄鍋【Mafia Spec Edition】」                                           | ゲーム『龍が如く7 光と闇の行方』関連曲                                                           |
| 4月1日   | 遙かなる時空の中で7 〜運命の絆〜                                                                | 天野五月（鈴村健一）、佐々木大和（岡本信彦） | 「風雲の時空」（五月&大和Featuringバージョン）                                   | ゲーム『遙かなる時空の中で7』関連曲                                                              |
| 4月22日  | ピオフィオーレの晩鐘 Character CD Vol.3 楊                                                      | 楊（岡本信彦） | 「赫い毒」                                                                       | ゲーム『ピオフィオーレの晩鐘』関連曲                                                             |
| 8月19日  | 遙かなる時空の中で7 ヴォーカル集 深紅の歌                                                       | 佐々木大和（岡本信彦） | 「Stay with……」                                                                  | ゲーム『遙かなる時空の中で7』関連曲                                                              |
| 10月14日 | 伝説のサーフプリンス                                                                            | 波乗りボーイズ | 「伝説のサーフプリンス」                                                         | 劇場アニメ『WAVE!!〜サーフィンやっぺ!!〜』オープニングテーマ                                     |
| 10月14日 | 伝説のサーフプリンス                                                                            | 波乗りボーイズ | 「SURFDAYS」                                                                     | NSA公認サーフィン応援ソング                                                                      |
| 11月4日  | HELIOS Rising Heroes エンディングテーマ Vol.2                                                   | イーストセクター | 「Extreme game」                                                                 | ゲーム『エリオスライジングヒーローズ』エンディングテーマ                                         |
| 2021年   |                                                                                                 | |                                                                                  |                                                                                                  |
| 1月20日  | 刺激サーファーボーイ！/One more chance, One Ocean                                               | 波乗りボーイズ | 「刺激サーファーボーイ！」                                                       | テレビアニメ『WAVE!!〜サーフィンやっぺ!!〜』オープニングテーマ                                   |
| 1月20日  | 刺激サーファーボーイ！/One more chance, One Ocean                                               | 波乗りボーイズ | 「One more chance, One Ocean」                                                   | テレビアニメ『WAVE!!〜サーフィンやっぺ!!〜』エンディングテーマ                                   |
| 2月24日  | Alone with …                                                                                    | Proud of Surf Junkie | 「One more chance, One Ocean」                                                   | テレビアニメ『WAVE!!〜サーフィンやっぺ!!〜』エンディングテーマ                                   |
| 2月24日  | Alone with …                                                                                    | Proud of Surf Junkie | 「Alone with …」 「SURFDAYS」                                                    | アニメ『WAVE!!〜サーフィンやっぺ!!〜』関連曲                                                     |
| 5月26日  | ホリミヤ BD・DVD第4巻特典CD                                                                     | 仙石翔（岡本信彦） | 「君となら」                                                                     | テレビアニメ『ホリミヤ』関連曲                                                                   |
| 8月25日  | HELIOS Rising Heroes エンディングテーマ Vol.5                                                   | グレイ・リヴァース（岡本信彦）、ビリー・ワイズ（中島ヨシキ） | 「TRUE FRIEND」                                                                  | ゲーム『エリオスライジングヒーローズ』エンディングテーマ                                         |
| 10月10日 | ☆SHOW TIME All-Star☆                                                                            | 星谷悠太（花江夏樹）、辰己琉唯（岡本信彦）、揚羽陸（島﨑信長）、北原廉（梅原裕一郎） | 「☆☆THANKFUL☆☆」                                                                 | テレビアニメ『スタミュ』関連曲                                                                   |
| 2022年   |                                                                                                 | |                                                                                  |                                                                                                  |
| 7月13日  | 「からかい上手の高木さん3&劇場版」Cover Song Collection                                         | 高木さん with 2年2組 | 「学園天国」                                                                     | テレビアニメ『からかい上手の高木さん3』エンディングテーマ                                        |
| 8月2日   | DEVIL ASYLUM                                                                                    | 政宗（峯田大夢）、秀吉（小笠原仁）、光秀（岡本信彦）、家康（美藤大樹）、信長（神尾晋一郎） | 「DEVIL ASYLUM」                                                                 | 『マガツノート』関連曲                                                                           |
| 8月2日   | DEVIL ASYLUM                                                                                    | 政宗（峯田大夢）、秀吉（小笠原仁）、光秀（岡本信彦） | 「ダメ人間 (cover)」                                                             | 『マガツノート』関連曲                                                                           |
| 8月2日   | DEVIL ASYLUM                                                                                    | 政宗（峯田大夢）、光秀（岡本信彦）、家康（美藤大樹） | 「クソったれが (cover)」                                                         | 『マガツノート』関連曲                                                                           |
| 8月24日  | HELIOS Rising Heroes 1st Full Album                                                             | FXXKIN JOCKS［レオナルド・ライト・Jr（村瀬歩）、フェイス・ビームス（ランズベリー・アーサー）、グレイ・リヴァース（岡本信彦）］ | 「Nameless Anger」                                                               | ゲーム『エリオスライジングヒーローズ』関連曲                                                     |
| 2023年   |                                                                                                 | |                                                                                  |                                                                                                  |
| 1月31日  | マガツノート 1stアルバム 魂響                                                                   | 光秀（岡本信彦）、利三（杉山紀彰）、左馬之助（大河元気） | 「ウルトラムシケラボーイ (CHARACTER ver)」                                       | 『マガツノート』関連曲                                                                           |
| 3月1日   | masquerade                                                                                      | 海瀬隼人（鈴木崚汰）、日向野駿（石川界人）、月城葦夜（阿座上洋平）、空閑巴（岡本信彦） | 「masquerade」                                                                   | 『ハンサムロンダリング』エンディングテーマ                                                       |
| 6月23日  | Opus.COLORs キャラクターソングアルバム SIDE ARTIST                                              | 由羅大樹（岡本信彦）、中静理央（小西克幸）、八柳真（小野大輔） | 「Close-Up」                                                                     | テレビアニメ『Opus.COLORs』関連曲                                                                |
| 6月23日  | Opus.COLORs キャラクターソングアルバム SIDE GRADER                                              | 由羅大樹（岡本信彦）、由羅拓海（島﨑信長） | 「SCRAP-BOOK」                                                                   | テレビアニメ『Opus.COLORs』関連曲                                                                |
| 8月3日   | 第五人格周年記念サウンドトラック -イメージ オブ アイデンティティ-                               | 傭兵（岡本信彦）、探鉱者（羽多野渉）、白黒無常（豊永利行） | 「Summer Carnival〜4年目の約束〜」                                               | ゲーム『IdentityV 第五人格』関連曲                                                               |
| 8月10日  | 結歌叛唱                                                                                        | 純位志献官 総員 | 「結歌叛唱」                                                                     | ゲーム『結合男子』主題歌                                                                         |
| 2024年   |                                                                                                 | |                                                                                  |                                                                                                  |
| 3月6日   | 龍が如く8 ORIGINAL SOUNDTRACK                                                                   | 趙天佑（岡本信彦） | 「好きになれる人を好きになれたならば【Mafia Spec Edition】」                     | ゲーム『龍が如く8』関連曲                                                                        |
| 5月15日  | 補講男子 1stドラマCD 〜Memory1〜                                                                | WITHPER | 「俺、テストに出ます。」                                                         | 『補講男子』関連曲                                                                               |
| 9月1日   | ナンダカンダ                                                                                    | 豊臣秀吉（岡本信彦） | 「ナンダカンダ」                                                                 | ゲーム『戦国 A LIVE』関連曲                                                                      |
| 9月30日  | 補講男子 2ndドラマCD 〜Memory2〜                                                                | WITHPER | 「俺たち男子！」                                                                 | 『補講男子』関連曲                                                                               |
| 11月26日 | 北山文化はマリアージュ                                                                          | 貴志礼世（岡本信彦） | 「北山文化はマリアージュ」                                                       | 『補講男子』関連曲                                                                               |
| 2025年   |                                                                                                 | |                                                                                  |                                                                                                  |
| 2月26日  | Astro Dive First Message -我楽多KING-                                                           | 我楽多KING | 「ハイパー☆ダイバー☆我楽多伝説パーリナイ」 「ASTRONOTE（我楽多KING Ver.）」      | 『Astro Dive』関連曲                                                                             |
| 5月30日  | えぶりでいホスト                                                                                | えぶホスPlayers | 「えぶりでいホスト」                                                             | テレビアニメ『えぶりでいホスト』オープニングテーマ                                               |

### その他参加楽曲
| 発売日        | タイトル                                                                       | 歌                                                                       | 楽曲                    | 備考                                                 |
| ------------- | ------------------------------------------------------------------------------ | ------------------------------------------------------------------------ | ----------------------- | ---------------------------------------------------- |
| 2012年9月19日 | ディズニー 声の王子様 第2章 〜Love stories〜 Standard Edition                  | 石田彰、神谷浩史、下野紘、関智一、緑川光、置鮎龍太郎、岡本信彦、山寺宏一 | 「小さな世界」          |                                                      |
| 2012年9月19日 | ディズニー 声の王子様 第2章 〜Love Stories〜 Deluxe Edition                    | 岡本信彦                                                                 | 「いつでも一緒」        |                                                      |
| 2012年9月19日 | ディズニー 声の王子様 第2章 〜Love Stories〜 Deluxe Edition                    | 下野紘＆岡本信彦                                                         | 「ハクナ・マタタ」      |                                                      |
| 2012年9月19日 | ディズニー 声の王子様 第2章 〜Love Stories〜 Deluxe Edition                    | U＆岡本信彦                                                              | 「ハクナ・マタタ」      |                                                      |
| 2013年6月26日 | 恋つぼみ／愛の花束                                                             | 岡本信彦                                                                 | 「愛の花束」            | PSP専用ゲームソフト『恋花デイズ』エンディングテーマ  |
| 2015年2月4日  | ROOT∞REXX                                                                      | 岡本信彦                                                                 | 「Polaris」             | PlayStation Vita 専用ゲームソフト『ROOT∞REXX』関連曲 |
| 2023年9月13日 | Never End                                                                      | さとみ、岡本信彦                                                         | 「Starlight Moonlight」 |                                                      |
| 2024年5月29日 | [Re:collection] HIT SONG cover series feat.voice actors 2〜00's-10's EDITION〜 | 岡本信彦                                                                 | 「ツバサ」              |                                                      |

## ライブ

### 合同ライブ
| 出演日                 | タイトル                                      | 会場                               |
| ---------------------- | --------------------------------------------- | ---------------------------------- |
| 2013年2月16日          | AniVoice Party 2013                           | Neo Studio（台湾）                 |
| 2016年2月20日          | Kiramune Special Stage in C3HK2016            | 會議展覽中心（香港）               |
| 2017年9月30日・10月1日 | 岡本信彦×Trignal JOINT LIVE 2017 “ノブグナル” | 幕張メッセイベントホール（千葉県） |

## 書籍
- 岡本的風景〜いとをかし〜;Re（2011年、主婦の友社）ISBN 978-4-07-275530-3
- 岡本信彦10周年記念写真集 HAPPY（2016年10月24日、KADOKAWA）ISBN 978-4-04-104588-6
- 岡本信彦フォトブック NOBLE（2023年4月1日、東京ニュース通信社）ISBN 978-4-86701-589-6
- 岡本信彦の開運研究会 開運盛り（2025年1月24日、主婦と生活社）ISBN 978-4-391-16412-1[1116]